# Teatro victoriano
Se entiende por teatro victoriano aquel producido en el Reino Unido durante la época del reinado de Victoria I (1837-1901).

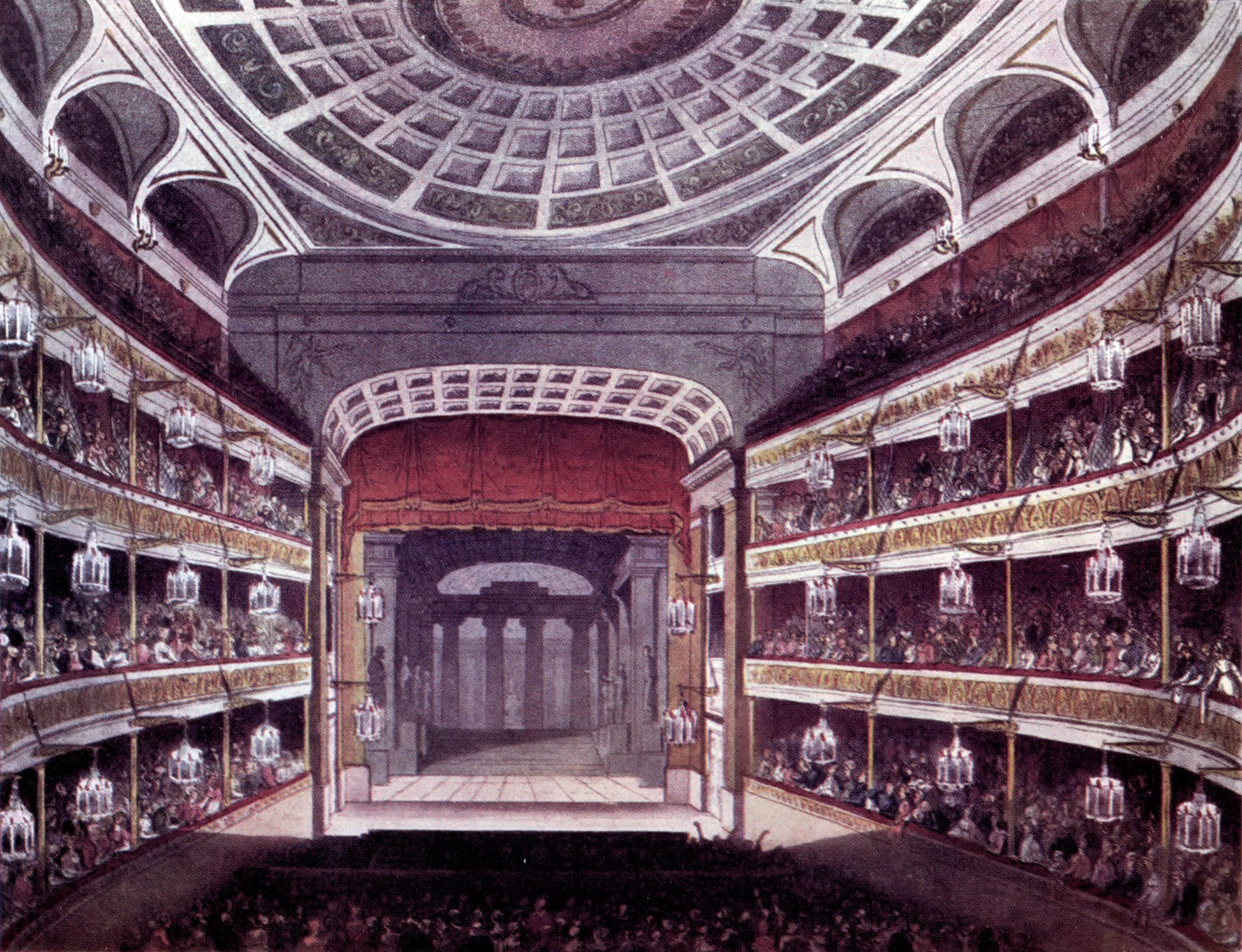
El auditorio del Covent Garden Theatre, tras su reconstrucción de 1809.

El siglo XIX fue una de las épocas más pobres en la historia del teatro inglés; no obstante, también fue una época de grandes actores en la que destacaron nombres como los de Kean, Macready, Henry Irving y Ellen Terry, aunque en general solían representar a los clásicos (en especial a Shakespeare, adaptado a los gustos y el capricho de los actores principales), triviales comedias modernas o melodramas sensacionalistas. En conjunto, la situación del teatro de comienzos del siglo XIX era deplorable. Mientras que la poesía y la novela recibían un tremendo impulso por el genio de los románticos, el teatro era principalmente el hogar de espectáculos irregulares, de melodramas y de farsas. Incluso las reposiciones de las obras teatrales más acreditadas de épocas anteriores se representaban con poco gusto o sin entenderlas. Muchos poetas románticos se internaron en el campo del teatro, pero con escaso éxito. En las ciudades la burguesía había abandonado, desde comienzos del siglo XIX, los teatros y espectáculos musicales en beneficio de veladas familiares o de actividades culturales y recreativas que, como las salas de arte, los museos y los jardines botánicos o zoológicos, estaban de hecho vedadas a la población trabajadora en razón de los requisitos necesarios en forma de dinero (cuotas, entradas) o de vestimenta apropiada. No obstante, la decadencia del teatro no puede achacarse a una causa única. Sin embargo, la aprobación del Acta del Teatro de 1843 para regular el sector acabó con el monopolio que mantenían hasta entonces las dos grandes empresas teatrales, la del Covent Garden y la del Drury Lane, las únicas autorizadas para representar dramas dialogados en Londres. Esto permitió a teatros más pequeños producir obras en igualdad de condiciones con las dos empresas privilegiadas. Como resultado de esa nueva situación, en la década de 1860 se construirían en Londres numerosos teatros. Hacia 1860, el teatro experimenta una renovación saludable. A partir de entonces, la situación del teatro inglés fue mejorando, aunque solo de manera modesta.
Ya bien entrada la era victoriana, hacia mediados del siglo XIX, emerge en Inglaterra una forma dramática de tendencia realista que, apoyada por la influencia de Ibsen, lleva a un resurgimiento del teatro inglés con obras que desarrollan problemas familiares o presentan contenidos sociales. Sin embargo, a pesar del nuevo enfoque del arte dramático, hay que reconocer que el teatro victoriano no está a la altura de otros brillantes períodos de la historia de la escena inglesa.
Por encima de todo, el principal peligro que sufrió el teatro del siglo XIX fue el de situarse al margen de la vida de la época. Los cambios en la estructura de la sociedad modificaron hasta tal punto la propia personalidad humana que se imponía una nueva interpretación. En la Inglaterra del siglo XIX, el intento más decidido de acercar el teatro a la vida lo encontramos en la obra de T. W. Robertson. Sus comedias naturalistas fueron un rayo de luz. Únicamente el último decenio vio aclararse un poco las tinieblas, cuando la eficacia técnica de Sir Arthur Pinero y de Henry Arthur Jones preparó el camino a la sinceridad y la libertad nuevas que traerían al teatro Ibsen y George Bernard Shaw. Hasta que aparecieron estos dramaturgos, el mundo del teatro había estado totalmente divorciado de la vida tal como nosotros la conocemos.
La diferencia social entre el Londres de la primera mitad del siglo XIX y el de los años 1850-1900 es enorme, y condiciona en gran parte el desarrollo externo y la evolución interna del teatro. En primer lugar, la población de tres millones que Londres tenía en 1850 se dobló en la segunda parte del siglo, y la facilidad y la economía del transporte hicieron que los veinte teatros que existían en 1850 se triplicaran en la segunda mitad del siglo. El enorme crecimiento de la población y la comodidad de los desplazamientos favorecen a los teatros londinenses, y al organizarse el sistema del tanto por ciento de los ingresos, la prosperidad de la empresa beneficia al autor. La afición por el teatro aumenta de tal modo, que Our American Cousin (Nuestro primo americano, 1861), de Tom Taylor, alcanza casi las cuatrocientas representaciones, y, con los años, otras obras sobrepasarán las mil. Por otra parte, el control que los actores adquieren en los ensayos y estrenos, y la responsabilidad de los directores y primeros actores en la conjunción de todos los aspectos de la realización dramática, mejora inmensamente la calidad de las representaciones. La frecuente asistencia de la reina Victoria a las funciones teatrales estimuló a la aristocracia y a la clase media, de modo que su afición redundó en la promoción social de los autores y del teatro en general. Hacia 1880 concurren al teatro todas las capas de la sociedad inglesa.
El realismo familiar y local y el de los problemas sentimentales y ambientales ahogan la posibilidad del género trágico. Sin embargo, se siguen escribiendo algunas obras versificadas. Tom Taylor estrena su drama histórico en verso Joan of Arc (1871), y Tennyson compone Becket (estrenada en 1893). Pero la producción en esta línea es escasa debido a la tendencia al drama realista, que es el que domina en esta época. Por supuesto, hay que tener en cuenta las muchas adaptaciones dramáticas de novelas de Dickens que aparecen en los escenarios victorianos, y en los teatros populares del East End continúa la afición al melodrama marino y a otras obras que respondían a la tradición romántica; pero en las carteleras del West End predominaban de modo absoluto los dramas de Taylor, Robertson, Jones y Pinero.
El nuevo teatro impreso y representado data casi por completo de finales de los años ochenta. Tom Robertson no publicó nada en los años setenta, y sus obras eran a lo sumo un tímido reconocimiento de las pretensiones por parte del teatro de representar la realidad y la verdad. La enorme superioridad del teatro francés representado por Augier, Dumas hijo y Sardou comenzaba lentamente a percibirse en la conciencia inglesa. Después, en los ochenta, llegaría Ibsen, cuya audacia en el manejo de la realidad solo era igualada por su intrépida escenografía. Oscar Wilde y A. W. Pinero fueron los primeros en descubrir cómo el espíritu de estos nuevos descubrimientos podía adaptarse a la escena inglesa.
Los dramaturgos más interesantes de este período son Robertson, Jones, Pinero y Oscar Wilde. Pero hay otros, como Boucicault y Taylor, que, sin ser tan importantes, fueron extraordinariamente prolíficos y gozaron en su día de mucha fama.

## Período de decadencia
Sir Henry Taylor (1800-1886) escribió cuatro tragedias; también una comedia romántica, The Virgin Widow [La viuda virgen], que rebautizó como A Sicilian Summer [Un verano siciliano]. De entre todas sus obras Philip van Artevelde, un elaborado drama poético, cuyo tema había sido recomendado al autor por Southey y que apareció en junio de 1834 tras seis años de preparación, fue tal vez la más exitosa. Con la ayuda de una crítica elogiosa salida de la pluma de Lockhart en la Quarterly Review, alcanzó un extraordinario éxito. Su gran superioridad sobre otras obras de Taylor se puede explicar por el hecho de ser en gran medida el vehículo de sus propias ideas y sentimientos. Las primeras experiencias amorosas de Artevelde reproducen y transfiguran las suyas propias. Edwin the Fair [Edwin el justo] (1842) fue recibida menos calurosamente; pero su personaje de Dunstán, el eclesiástico estadista, constituye un primoroso estudio psicológico, y la obra está llena de interés histórico.
Philip van Artevelde fue llevada a escena por Macready en 1847, y dejó de representarse después de seis noches. A pesar de ese fracaso, se trata de la obra por la cual Taylor ha obtenido un lugar permanente en la literatura. El estilo se caracteriza por su gran dignidad y refinamiento, y ofrece las reflexiones sobre la vida de una mente poseedora a la vez de una gran sensibilidad poética y de una cercana familiaridad con el funcionamiento real de la sociedad. El Artevelde de Taylor no deja de impresionar a los que lo leen como la obra de un poeta de gran distinción. Un experimento de comedia romántica, The Virgin Widow, posteriormente titulada A Sicilian Summer, fue publicado en 1850. "La obra más agradable que yo había escrito", dijo el autor; "y nunca llegué a entender por qué a la gente no le gustaba". Su última obra dramática fue St Clement's Eve [Víspera de San Clemente], publicada en 1862.
Taylor fue un hombre de gran capacidad y distinción, pero sus dramas, con muchas de las cualidades de la buena poesía, carecen del toque final de genio. Sus obras fueron recopiladas en cinco volúmenes en 1877-78.
D. W. Jerrold (1803-1857), dramaturgo y escritor misceláneo autodidacta, fue contratado a los dieciocho años por el Coburg Theatre como escritor de piezas dramáticas breves. El de 1835 fue su año dramático más exitoso. Escribió varias piezas para el Teatro Strand; en 1836 Jerrold escribió su única tragedia, The Painter of Ghent [El pintor de Gante], y él mismo apareció en el papel protagonista, sin ningún éxito considerable.
Entre 1842 y 1845 no escribió ninguna obra, pero el 26 de abril de 1845 estrenó en el Haymarket Time Works Wonders, una comedia en cinco actos, repleta de epigramas, que se mantuvo en cartel durante noventa noches. Su destreza en la construcción y su dominio del epigrama y del diálogo brillante están bien ejemplificados en esta obra. Continuaría escribiendo chispeantes comedias hasta 1854, fecha de su última pieza, A Heart of Gold [Un corazón de oro].
Renunció a escribir para el teatro en 1854. Como dramaturgo fue muy popular, aunque sus obras no se han mantenido en escena. Se ocupó de las más humildes formas de la vida social en mayor medida de lo que comúnmente se había representado sobre las tablas. Fue uno de los primeros y sin duda uno de los más exitosos de aquellos que en defensa del teatro inglés autóctono se esforzaron por contener la marea de traducciones del francés, que amenazó a principios del siglo XIX con asfixiar por completo el talento nativo original. Las historias y piezas breves que forman el grueso de las obras completas de Jerrold varían mucho en destreza e interés; pero, pese a que hay en ellas rastros evidentes de haber sido compuestas de una semana a otra, están siempre marcadas por la aguda observación satírica y el punzante ingenio.
El dramaturgo William Bayle Bernard (1807-1875) era americano de nacimiento, pero súbdito británico e hijo de padres británicos. En 1830 se convirtió en un dramaturgo profesional, y produjo obras y farsas con tal rapidez que, a pesar de una interrupción de ocho años en su labor teatral, el número total ascendería a 114. Muchas fueron escritas para América, y ni la mitad de ellas han sido editadas. Las más conocidas son: Rip Van Winkle (1832), The Nervous Man [El hombre nervioso] (1833), The Man about Town [El hombre mundano] (1836), Marie Ducange (1837), His Last Legs (1839), The Warding School (1841) y The Round of Wrong (1846). Su última pieza fue The Doge of Venice [El dux de Venecia] (1867). Colaboró con Westland Marston en la producción de Trevanion (1849).
George Dibdin Pitt (1795-1855) fue un actor, director de escena y prolífico dramaturgo inglés, especializado en el melodrama. Fue el primer autor teatral en dramatizar el personaje ficticio de Sweeney Todd, en su obra de 1847 The String of Pearls; or, The Fiend of Fleet Street (El collar de perlas, o el demonio de la calle Fleet).
Se conservan, completas o en parte, al menos 250 de sus obras, que datan desde 1831 en adelante. En 1840 su obra Rookwood (en el City of London Theatre), adaptación de la novela homónima de William Harrison Ainsworth, incluía la primera representación teatral de Dick Turpin, el bandolero del siglo XVIII. Desde 1841, tuvo un éxito duradero en el Royal Victoria Theatre con Susan Hopley; or, The Vicissitudes of a Servant Girl [Susan Hopley o las vicisitudes de una criada], adaptación de la novela Adventures of Susan Hopley; or, Circumstantial Evidence [Las aventuras de Susan Hopley o la evidencia circunstancial], de Catherine Crowe. En 1849 ya había sido representada 343 veces.
En 1847, Pitt produjo en el Teatro Britannia The String of Pearls; or, The Fiend of Fleet Street (El collar de perlas, o el demonio de la calle Fleet), adaptada de la novela The String of Pearls: A Romance, de James Malcolm Rymer (1814-1884) y Thomas Peckett Prest (c.1810-1859), que fue publicada por entregas en 1846-47 en The People's Periodical and Family Library. La obra se estrenó el 22 de febrero, antes incluso de que fuera publicado, en marzo, el último episodio de la novela por entregas. En su adaptación, Pitt convirtió al barbero Sweeney Todd en el personaje central. El público quedó fascinado por la completa ausencia de remordimientos del villano, así como por el recurso escénico de la silla de barbero, que se daba la vuelta para expulsar a su ocupante, y la obra se convirtió en otro éxito taquillero.
Edward Fitzball (1792-1873), dramaturgo inglés, produjo un gran número de obras de teatro, la mayor parte de las cuales fueron sumamente exitosas. Su mayor triunfo en el melodrama fue quizás Jonathan Bradford, or Murder at the Roadside Inn [Jonathan Bradford, o el asesinato de Roadside Inn] (Surrey Theatre, 12 de junio de 1833). La obra se mantuvo en cartel casi 400 noches e hizo ganar una fortuna a los gestores. En su momento fue dramaturgo de cabecera y lector de obras en el Covent Garden, y posteriormente en el Drury Lane. En el Covent Garden produjo Walter Tyrrel (1835), y en abril de 1836 fue representada su animada extravaganza Zazezizozu. Entre sus postreros éxitos dramáticos deben ser tenidos en cuenta The Momentous Question [La cuestión trascendental] para los Keeley en el Lyceum, The Miller of Derwentwater [El molinero de Derwentwater] para Farren en el Olympic, y la obra egipcia Nitocris para el Drury Lane en octubre de 1855.
El irlandés James Sheridan Knowles (1784-1862) era primo segundo del célebre dramaturgo dublinés Richard Brinsley Sheridan (1751-1816). Su segunda comedia, The Hunchback [El jorobado], fue estrenada el 5 de abril de 1832 en el Covent Garden. La comedia fue un gran éxito, y disfrutó de un período de permanencia en cartel casi ininterrumpido hasta el final de la temporada. Cuando su siguiente obra importante, The Wife [La esposa], fue puesta en escena en el Covent Garden el 24 de abril de 1833, un artículo en la Edinburgh Review en esa fecha describió a Knowles como el dramaturgo más exitoso del momento.
Entre 1835 y 1843 puso en escena otras ocho obras suyas, además de adaptar The Maid's Tragedy [La tragedia de la doncella], de Beaumont y Fletcher, bajo el título de The Bridal [Las nupcias], y más tarde Noble Gentleman [El caballero noble], de los mismos autores. El 10 de octubre de 1837 apareció The Love Chase, la cual ha conservado más el favor del público que cualquiera de las obras de Knowles, con la excepción de The Hunchback. En 1841 compuso el libreto de una ópera de baladas, Alexina, que después de su muerte sería reestructurada y llevada a escena como obra de teatro con el título de True unto Death.
Sus restantes obras son: The Beggar of Bethnal Green [El mendigo de Bethnal Green] (1834), comedia en tres actos, compendio de The Beggar's Daughter of Bethnal Green [La hija del mendigo de Bethnal Green] (1828); The Daughter [La hija] (1837); Woman's Wit [El ingenio de la mujer] (1838); The Maid of Mariendorpt [La doncella de Mariendorf] (1838); Love (1839); la tragedia John of Procida, or the Bridals of Messina [Juan de Procida, o las bodas de Messina] (1840); la comedia Old Maids (1841); The Rose of Arragon [La rosa de Aragón] (1842); y The Secretary [El secretario] (1843), obra en cinco actos. Todas las citadas son en verso.
Juzgado solamente por parámetros literarios, las obras de Knowles no pueden presumir de mucha distinción. Sus tramas son convencionales, su estilo es simple, y, a pesar de su origen irlandés, su humor no resulta sobresaliente. Ocasionalmente toca una fibra poética, y su fondo de sentimiento natural lo llevó a desarrollar numerosas situaciones eficaces. Pero es más un autor de teatro que un dramaturgo.
John Baldwin Buckstone (1802-1879) fue apenas más conocido como actor que como un prolífico dramaturgo. De sus producciones escénicas, que ascienden a entre cien y doscientas, apenas una resultó ser un fracaso, mientras que muchas fueron éxitos inusuales. En el Haymarket, al cual se incorporó para la temporada veraniega de 1833, y del que habría de ser arrendatario entre 1853 y 1878, fue producido el drama titulado Ellen Wareham (1833), su primer gran éxito como dramaturgo. En el mismo teatro también serían representadas, entre 1833 y 1839, varias farsas suyas, incluyendo una de ellas, Uncle John, en su reparto los nombres eminentes de Farren, Webster, el propio Buckstone y Mrs. Glover. Entre sus producciones más conocidas están The Wreck Ashore [El naufragio en tierra], Victorine, The Dream at Sea [El sueño en el mar], Green Bushes y The Flowers of the Forest [Las flores del bosque], representadas en el Adelphi; Married Life, Single Life, Rural Felicity, Leap Year, or the Ladies' Privilege [Año bisiesto, o el privilegio de las damas], Second Thoughts [Pensamientos secundarios] y Nicholas Flam, representadas en el Haymarket; Popping the Question y Our Mary Anne [Nuestra Mary Anne], puestas en escena en el Drury Lane.
William Evans Burton (1804-1860) fue autor de un gran número de obras de teatro, una de las cuales, Ellen Wareham (1833), fue producida simultáneamente en cinco teatros de Londres.
El vívido drama en verso blanco The Cavalier [El caballero], de Charles Whitehead (1804-1862), cuya trama se sitúa en la época de la Restauración, fue producido en el Teatro Haymarket el 15 de septiembre de 1836, con Ellen Tree y Vandenhoff en los papeles principales, y ha sido reestrenado en más de una ocasión, notablemente en el Teatro Lyceum en 1856. Su obra maestra, la novela Richard Savage (1842), parcialmente basada en la biografía de Savage del Dr. Johnson, fue adaptada al teatro, y la obra se mantuvo en cartel durante casi treinta noches en el Teatro Surrey.

## El teatro cómico
El burlesque era una forma de comicidad en el arte, consistente en términos generales en la imitación de una obra artística con el propósito de mover a la risa, mediante la distorsión o la exageración, transformando, por ejemplo, lo sumamente retórico en ampuloso, lo patético en fingido sentimentalismo, y especialmente mediante un contraste absurdo entre el asunto y el estilo, haciendo hablar a los dioses como hombres comunes y a los hombres comunes como dioses. Mientras que la parodia, basada también en la imitación, se apoya para su efecto más en el estrecho seguimiento del estilo de su equivalente, el burlesque depende de efectos más genéricos y más toscos. El burlesque puede aplicarse a cualquier forma de arte, e inconscientemente, sin duda, se puede encontrar incluso en la arquitectura. Su esfera concreta está, sin embargo, en la literatura, y especialmente en el teatro. En la última parte del siglo XIX la denominación burlesque fue dada a una forma de composición dramática musical en la que el genuino elemento burlesco encontraba escaso o ningún lugar. Estos burlesques musicales, con los que están particularmente conectados el Gaiety Theatre de Londres y los nombres de Edward Terry, Fred Leslie y Nellie Farren, evolucionaron a partir de las tempranas extravaganzas de J. R. Planché, frecuentemente escritas en torno a cuentos de hadas. El tipo de burlesque del Gaiety ha dado lugar desde entonces a la "comedia musical", y su único vestigio se encuentra en la pantomima moderna.
John Maddison Morton (1811-1891) era hijo de otro dramaturgo, Thomas Morton (1764-1838). Su primera farsa, estrenada en abril de 1835 en el Queen's Theatre de Tottenham Street, se titulaba My First Fit of the Gout (Mi primer ataque de gota). Desde entonces y hasta el final de su vida Morton escribió suficientes obras de teatro, principalmente farsas, como para darle derecho a figurar entre los dramaturgos más prolíficos. Con pocas excepciones éstas están extraídas del francés. Mostró una excepcional desenvoltura para acomodar los diálogos franceses a los gustos ingleses, y muchas de sus piezas gozaron de un éxito magnífico, y contribuyeron en gran medida a cimentar la reputación de actores como Buckstone, Wright, Harley, los Keeley, Compton y otros.
La pieza más popular de Morton, Box and Cox ―posteriormente modificada por Mr. F. C. Burnand, con música de Arthur Sullivan, como Cox and Box―, fue estrenada en el Lyceum el 1 de noviembre de 1847. Está adaptada a partir de dos vodeviles franceses, uno de ellos titulado Une Chambre à deux lits; ha sido representada cientos de veces, y traducida al alemán, neerlandés y ruso. Los diálogos de Morton generalmente resultaban humorísticos y enérgicos. De él se puede afirmar que ha ocasionado, durante el período productivo de su carrera desde 1835 hasta 1865, más risas que cualquier otro dramaturgo de su época.
James Planché (1796-1880) produjo más de 90 adaptaciones y cerca de 70 piezas originales para los escenarios. En la Navidad de 1836, en colaboración con Charles Dance, escribió para el Teatro Olympic Riquete, el del copete, adaptada de la "locura feérica" francesa Riquet à la Houppe. Tras otros varios compromisos, Planché comenzó a escribir para Benjamin Webster en el Haymarket, y produjo The Fair One with the Golden Locks (26 de diciembre de 1843), la primera de varias piezas navideñas y pascuales. En 1847 Planché fue contratado como autor y escenógrafo de cabecera del Teatro Lyceum, y en dicho teatro produjo, el 18 de octubre de 1847, The Pride of the Market (El orgullo del mercado), adaptada del francés, y en Navidad The Golden Branch (La rama dorada). Sus numerosos burlesques y piezas navideñas, que fueron producidos por Madame Vestris en el Lyceum, les valieron a ambos su mayor reputación teatral. La isla de las joyas, representada el 26 de diciembre de 1849, fue tal vez su mayor éxito en dicho teatro. Posteriormente escribiría para otros gestores.
El 28 de marzo de 1853 llevó a escena en el Haymarket La ascensión de Mr. Buckstone al Monte Parnaso, una parodia del espectáculo de Albert Smith La ascensión al Mont Blanc. Para Augustus Harris preparó, en el Princess's Theatre (24 de septiembre de 1859), El amor y la fortuna, una comedia en verso a la manera de aquellas representadas en las ferias de Saint-Germain y Fontainebleau. Esta pieza no fue entendida ni por el público ni por la prensa, y fracasó. El 12 de julio de 1861 una comedia suya escrita catorce años antes, My Lord and My Lady, fue puesta en escena en el Haymarket, y se mantuvo en cartel durante cincuenta noches. En septiembre de 1866 adaptó, para el mismo teatro, la ópera bufa de Offenbach Orfeo en los infiernos, bajo el título de Orfeo en el Haymarket; la pieza se mantuvo en cartel desde Navidad hasta Pascua. Su última pieza dramática fue King Christmas, una mascarada en un acto en la Gallery of Illustration (26 de diciembre de 1871).
La esposa de Planché, Elizabeth St. George (1796-1846), escribió varias obras dramáticas: el vodevil La chica galesa, representado en el Teatro Olympic (16 de diciembre de 1833); el drama El conductor del trineo (Haymarket, 19 de junio de 1834); la farsa Un marido atractivo (Olympic, 15 de febrero de 1836); el drama El rescate (Haymarket, 9 de junio de 1836); la farsa Un vecino agradable (Olympic, 20 de octubre de 1836); y la burletta Una conclusión precipitada (Olympic, 19 de abril de 1838).
Edward Bulwer-Lytton (1803-1873) produjo en 1840 la comedia Money (Dinero) en el Haymarket, y escribiría otra comedia, No es tan malo como parece, para la compañía amateur de la que Dickens era director, la cual fue representada (27 de mayo de 1851) en la residencia del duque de Devonshire en Londres.
Francis Talfourd (1828-1862) ejerció como abogado, pero fue principalmente conocido como autor de una serie de burlesques y extravaganzas. Su primera pieza, Macbeth Travestie (1847), fue puesta en escena en el Teatro Strand (10 de enero de 1848) y en el Olympic (25 de abril de 1853). Escribió para numerosos teatros, y sus piezas, aunque ligeras y efímeras, fueron en su día muy populares. Entre sus obras más conocidas estaban Alcestis, la primera mujer resolutiva, un burlesque llevado a escena el 4 de julio de 1850; la comedietta La regla de tres (20 de diciembre de 1858); y la extravaganza Tell and the Strike of the Cantons (26 de diciembre de 1859). Todas ellas estuvieron en el Teatro Strand. En el Olympic puso en escena Ganem, the Slave of Love (31 de mayo de 1852) y Shylock, or the Merchant of Venice preserved (4 de julio de 1853). Para el Haymarket escribió Plutón y Proserpina (5 de abril de 1858) y Electra, in a new Electric Light (25 de abril de 1859). El 26 de diciembre de 1854 llevó a escena en el Teatro Saint James Abou Hassan, o la búsqueda de la felicidad. Con Henry James Byron colaboró en la puesta en escena de su última pieza, El molinero y sus hombres, en el Teatro Strand (9 de abril de 1860).
Hacia 1850, y tras haber escrito novelas, algunos cuentos, un libro de viajes y crónicas periodísticas, John Palgrave Simpson (1807-1887) se dedicó a escribir obras de teatro, y en un intervalo de cinco años abasteció a cuatro teatros de Londres con ocho piezas de un solo acto, principalmente comediettas. La carrera de Simpson como autor teatral abarcó todo un período de treinta y tres años, durante los cuales produjo en Londres y en provincias más de sesenta piezas dramáticas, incluyendo comedias, melodramas, farsas, operetas y extravaganzas. Varias de ellas gozaron de una amplia y prolongada popularidad. Algunas eran logradas adaptaciones del francés, como Pattes de Mouche (Patas de mosca), de Sardou, inicialmente estrenada bajo el título de A Scrap of Paper (Un pedazo de papel) (1861); otras eran inteligentes adaptaciones de novelas populares, tales como El secreto de Lady Dedlock, de Casa desolada de Dickens, estrenada en 1884. Estas se convirtieron en obras de repertorio.
Henry James Byron (1834-1884) produjo numerosos y populares burlesques y extravaganzas. Un monólogo suyo titulado Una botella de champán descorchada por Horace Plastic, producido en el Marionette Theatre de Londres, fue su más temprana aventura literaria. Produjo sin éxito en el Strand Theatre en 1857 un burlesque titulado Ricardo Corazón de León. Mejor fortuna acompañó a su siguiente burlesque, Fra Diavolo, llevado un año después al mismo teatro. Siguieron en el Strand, Adelphi, Olympic y otros teatros del West End una serie de piezas, principalmente del mismo género. En 1865 se asoció con Miss Marie Wilton para gestionar el Teatro del Príncipe de Gales (anteriormente Queen's Theatre), en Tottenham Street. War to the Knife (Guerra a muerte) (1865), un drama cómico en tres actos, y A Hundred Thousand Pounds (Cien mil libras) (1866), también en tres actos, fueron llevados al mismo teatro. Más tarde, en el Theatre Royal y en el Amphitheatre, ambos gestionados por él mismo, produjo algunas de sus mejores obras. El Criterion Theatre fue inaugurado el 21 de mayo de 1874 con su comedia en tres actos Una dama americana.
Byron fue autor de algunas de las piezas escénicas más populares de su tiempo. Con todo, sus extravaganzas no poseen más ingenio que el de la violencia; sus pareados rimados están sin pulir, y adornados únicamente con juegos de palabras forzados y a menudo carentes de sentido. Su sentimentalismo tenía la insipidez de T. W. Robertson sin su frescura, y restableció un elemento de vulgaridad que su predecesor se había esforzado por erradicar de la tradición teatral. Podía trazar con cierta fidelidad un personaje "cockney", pero sus dramatis personæ por lo general eran meras marionetas para la expresión de sus chanzas. Las características distintivas de las obras de Byron son la sencillez y una condición sana. Se deleitaba en los juegos de palabras y chanzas verbales, y en cierta pulcritud "cockney" de las réplicas ingeniosas.
El periodista y escritor escocés Edmund Yates (1831-1894) escribió numerosas piezas teatrales, entre ellas varias farsas que fueron representadas entre 1857 y 1860. A principios de 1857 fue representada en el Teatro Adelphi Una noche en Notting Hill, obra de Nicolas Herbert Harrington y Yates; es descrita por este último como "una farsa desenfrenada y ridícula, pero sumamente divertida". Fue seguida por Mi amigo de Leatherhead, representada en el Lyceum el 23 de febrero de 1857; un sketch para German Reed y su esposa, y una comedietta para el Princess's Theatre titulada If the Cap fits. Conjuntamente con Harrington escribió tres farsas más: Your Likeness - One Shilling, representada en el Teatro Strand en abril de 1858; Double Dummy (Lyceum, 3 de marzo de 1858), y ¡Golpéale, no tiene amigos! (Strand, 17 de septiembre de 1860).
Francis Cowley Burnand (1836-1917), escritor humorístico y dramaturgo, director de Punch (1880-1906), escribió más de 120 obras, incluyendo Black-eyed Susan, The Colonel, Contrabandista, His Majesty, etc. En febrero de 1860 Burnand tenía su primera pieza representada en el West End: Dido the Celebrated Widow, una parodia musical de Dido y Eneas, estrenada en el Teatro Saint James. Su primer gran éxito teatral llegó con el burlesque Black-eyed Susan, y habría de escribir otra gran cantidad de burlesques, comedias y farsas.
W. S. Gilbert (1836-1911) comenzó a trabajar como autor teatral a finales de 1866. En el Teatro Saint James, en la Navidad de 1866, estrenó un burlesque basado en L'Elixir d'Amore, titulado Dulcamara, or the Little Duck and the Great Quack. La obra se mantuvo en cartel durante varios meses y fue reestrenada dos veces. A partir de entonces Gilbert fue un dramaturgo de éxito, al principio en las ramas más ligeras del teatro. Otro burlesque basado en La Figlia del Reggunento, titulado La Vivandière, or True to the Corps, fue representado en el Queen's Theatre el 22 de enero de 1868. Se mantuvo en cartel durante 120 noches. Un tercer burlesque, basado en Bohemian Girl y titulado The Merry Zingara, or the Tipsy Gipsy and the Popsy Wopsy, fue representado en el Royal Theatre el 21 de marzo de 1868. El 21 de diciembre de 1868, el nuevo Gaiety Theatre fue inaugurado por John Hollingshead con una nueva extravaganza operística de Gilbert titulada Robert the Devil. Al año siguiente, en la inauguración del Teatro Charing Cross (posteriormente Teatro Toole), el 19 de junio de 1869, la función concluyó con una extravaganza musical de Gilbert: The Pretty Druidess, or the Mother, the Maid, and the Mistletoe Bough, a travestie of Norma.
John Baldwin Buckstone le encargó entonces a Gilbert que escribiera una comedia feérica en verso blanco basada en el relato de Madame de Genlis Le Palais de la Vérité. Fue estrenada el 19 de noviembre de 1870 en el Haymarket bajo el título de The Palace of Truth (El palacio de la verdad), con Buckstone, Madge Robertson (Mrs. Kendal) y W. H. Kendal en el reparto. El resultado fue pobre en su estructura pero inteligente en su elaboración, y se mantuvo en cartel durante 230 noches. Se sucedió una serie de exitosas comedias en las que el sentimentalismo predominaba sobre el habitualmente cínico humor de Gilbert: Sweethearts (1874), Tom Cobb (1875) y Broken Hearts (Corazones rotos, 1875). The Palace of Truth tuvo fuertes repercusiones en el drama, y el propio autor volvería a repetir el ensayo, aunque algo más indirectamente, en Engaged (Prometidos, 1877).
Tras varias tentativas infructuosas, el dramaturgo James Albery (1838-1889) llevó al Lyceum, el 4 de junio de 1866, Dr. Davy, una adaptación de Le Docteur Robin, en la que Mr. Hermann Vezin interpretaba a David Garrick. El 4 de junio de 1870 Albery obtuvo en el Vaudeville su éxito más sobresaliente con una comedia en tres actos titulada Dos rosas, en la que Sir Henry Irving se granjeó una gran reputación en el papel de Digby Grant. Esta se vio reforzada gracias a Chiselling (27 de agosto), una farsa escrita por Albery y Joseph J. Dalley.
Oriana, una leyenda feérica, fue llevada al Globe el 15 de febrero de 1873. En general, la obra de Albery nunca cumplió las expectativas, que al principio eran brillantes. Poseía una imaginación salvaje, extravagante, y en Oriana recordaba las cualidades de Fletcher. Fue durante un tiempo una suerte de "autor de cabecera" del Criterion Theatre.
Desde su temprana juventud Herman Charles Merivale (1839-1906) se había dedicado al drama, y era un buen actor amateur. Desde 1874 se dedicó a la literatura y al teatro. Ya en 1867 había escrito, bajo el seudónimo de «Felix Dale», una farsa, He's a Lunatic (Es un lunático), y en 1872 Hermann Vezin produjo en el Court Theatre A Son of the Soil (Un hijo de la tierra), que Merivale adaptó de Le Lion Amoureux (El león enamorado), de Ponsard.
Su primer éxito dramatúrgico fue All for her (Todo para ella), basada en Historia de dos ciudades, de Dickens, escrita en colaboración con J. Palgrave Simpson, y estrenada por John Clayton en el Mirror Theatre (anteriormente el Holborn) el 18 de octubre de 1875. En el otoño de 1879 Miss Geneviève Ward produjo Forget-me-not (Nomeolvides), de Herman Merivale y F. C. Grove, y ella misma interpretaría el papel de la heroína, Stéphanie de Mohrivart, durante diez años (más de 2.000 veces) por todo el mundo. El peregrino blanco, producido por Hermann Vezin en 1883, es un drama poético de la más alta calidad.
Merivale escribió muchas excelentes farsas y burlesques. Además de las obras citadas, Merivale fue autor de: A Husband in Clover (Lyceum Theatre, 26 de diciembre de 1873); Peacock's Holiday (Court Theatre, 16 de abril de 1874); The Lord of the Manor, basada en Wilhelm Meister (Imperial Theatre, 3 de abril de 1880); The Cynic (Globe Theatre, 14 de enero de 1882); The Whip Hand, con Mrs. Merivale (Cambridge Theatre Royal, 21 de enero de 1885), y Our Joan (Grand Theatre, 3 de octubre de 1887).

## Tragedias y dramas históricos
Además de novelista, poeta, político y periodista, Edward Bulwer-Lytton también hizo incursiones en el campo de la literatura dramática. A mediados de la década de 1830 se reveló como dramaturgo. La duquesa de la Vallière fue puesta en escena en 1836 con Macready como el marqués de Bragelonne, y fracasó. En 1838, sin embargo, escribió en quince días The Lady of Lyons, una obra que Macready llevaría con gran éxito al Covent Garden. En 1839 produjo Richelieu, o la conspiración y El capitán de navío, o el derecho de primogenitura, que se mantuvo en cartel a lo largo de la temporada y fue repuesta en 1869 en el Lyceum bajo el título de El legítimo heredero. Aunque estas obras apenas pueden ser situadas en una posición literaria elevada, debe admitirse que Bulwer es casi el único moderno escritor inglés eminente que ha tenido éxito escribiendo obras teatrales capaces de mantenerse en los escenarios. De ellas puede decirse que, aunque abundan en ejemplos de forzado sentimentalismo y mal gusto, poseen no obstante un cierto "instinto" teatral, lo que les ha permitido sobrevivir dentro de un catálogo de literatura dramática de mayor sinceridad y más genuina emotividad.
Como Lytton, el insigne poeta Robert Browning (1812-1889) también hizo alguna incursión en el teatro. Por sugerencia del actor William Macready, Browning escribió un drama sobre Thomas Wentworth, conde de Strafford. El 1 de mayo de 1837 Strafford fue publicada y estrenada en el Covent Garden Theatre. Fue interpretada por Macready y Helena Faucit, pero solo se mantuvo en cartel durante cinco noches.
John Westland Marston (1819-1890), amigo de Dickens, Macready y Charles Kean, fue autor de una serie de dramas en verso que mantuvieron al teatro en la senda de los ambiciosos esfuerzos de John Tobin, Talfourd, Bulwer y Sheridan Knowles. Idealizó y trastrocó su historia de amor en su primera obra, La hija del patricio (1841), representada en diciembre de 1842. Puesto en escena por Macready, y acompañado de un prólogo de Dickens, este drama, aun no siendo un éxito completo sobre el escenario, alcanzó una notoriedad no del todo gratificante para el autor, que hubiera deseado que su nombre estuviese más íntimamente asociado con sus producciones más maduras. Representa una misión a la cual durante algún tiempo se consagró el autor: la exaltación de la vida ordinaria del siglo XIX a un tono de sentimiento en el que el verso blanco heroico parece ser el único vehículo dramático adecuado. La hija del patricio tiene mucho mérito literario, pero la conducta irracional, por no decir repugnante, del héroe necesariamente impedirá siempre que sea una obra predilecta.
En 1849 Marston, dejando a un lado sus teorías durante un tiempo, apareció con un drama histórico, Strathmore, que obtuvo gran éxito y que él mismo consideraba como su mejor obra. La tragedia Philip of France and Marie de Méranie (Felipe de Francia y María de Merania, 1850) está basada en cierta medida en la novela Felipe Augusto, de G. P. R. James. En A Life's Hansom (1857) los elementos domésticos e históricos están hasta cierto punto mezclados, estando situada la acción en la Revolución de 1688. Su siguiente tragicomedia, A Hard Struggle (Una dura lucha, 1858), requería un sentimiento genuino en el autor y un gran dominio de los recursos escénicos. Al estar escrita en prosa, produce una mayor impresión de realidad que sus obras más ambiciosas; arrancó lágrimas y suscitó elogios entusiastas de Dickens, y obtuvo un éxito mayor que cualquiera de sus piezas.
Tras unos años dedicado a otras tareas, Marston retornó al teatro, y produjo sucesivamente Donna Diana (1863), la mejor de todas sus obras, si bien tomada principalmente de la obra maestra de Moreto, El desdén, con el desdén; y El favorito de la fortuna (1866), una obra suficientemente meritoria como para haberse mantenido en los escenarios de no haber sido escrita expresamente para un actor de tan marcada individualidad como Sothern. La misma observación es aplicable a A Hero of Romance (Un héroe de novela), adaptada de Octave Feuillet en 1867, y Life for Life (1869), escrita para Miss Neilson.
Marston fue durante mucho tiempo el principal defensor del drama poético en los escenarios ingleses. Su talento, en verdad, resultaba inadecuado para tan ardua tarea, pero el mero hecho de haberla emprendido lo singulariza entre la multitud. Considerado meramente como dramaturgo, tiene derecho a un gran encomio por la elegancia de su lenguaje, la sublimidad de sus sentimientos y la esmerada construcción de sus tramas; pero su percepción del carácter individual resulta débil, y efectos tales como los que él produce a menudo son obtenidos mediante una exageración irreal. Ninguna de sus obras, a menos que A Hard Struggle sea una excepción, posee suficiente vitalidad para mantenerse en los escenarios.
Robert Buchanan (1785-1873), profesor de lógica en la Universidad de Glasgow, fue autor de Wallace: una tragedia (1856) y Dramas trágicos de la historia de Escocia (1868), que incluía los dramas trágicos Los hermanos británicos, Gastón Febus y Edinburga, y las tragedias de Wallace y El rey Jaime I. También publicó de forma anónima, en 1868, El cumpleaños de Canuto en Irlanda: un drama en cinco actos. Su tragedia Wallace fue representada un par de veces con fines benéficos en el Teatro del Príncipe (Glasgow), en marzo de 1862.

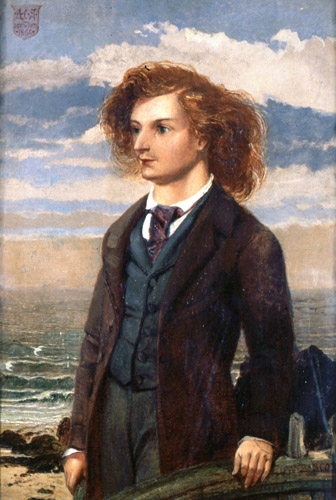
Retrato de Algernon Charles Swinburne (c. 1850-70), obra del pintor William Bell Scott (1811-1890).

En 1860, el poeta Algernon Charles Swinburne (1837-1909) publicó dos notables dramas, La reina madre y Rosamond, los cuales, pese a cierta rigidez estilística, deben ser considerados como una maravillosa realización para un poeta tan joven, mostrándose más plenos de energía dramática que la mayoría de sus obras posteriores, y ricos en versos blancos verdaderamente magníficos. Cinco años después, en diciembre de 1865, apareció Chastelard, una tragedia, la primera parte de una trilogía relacionada con la figura de María, reina de Escocia; las otras dos partes son Bothwell (1874) y María Estuardo (1881). Escrita en 1862, Chastelard gozó tal vez de una atención menos ilimitada que otras obras anteriores del autor. Fue calurosamente acogida por los críticos, pero se escucharon murmullos acerca de su supuesta sensualidad. Este fue el comienzo de las protestas contra la moralidad literaria de Swinburne. Bothwell posee escenas hermosas y arde en poesía, pero su duración no solo impide un disfrute paciente, sino que trasciende todas las posibilidades de una unidad armoniosa. También fue autor de otros cuatro dramas en verso: Marino Faliero (1885), Locrine (1887), Las hermanas (1892) y Rosamunda, reina de los lombardos (1899). Marino Faliero y Locrine tienen pasajes de una fuerza y una intensidad insuperadas en cualquiera de sus anteriores obras.
John Warren, barón de Tabley (1835-1895), fue poeta, dramaturgo, ensayista, numismático y una autoridad en materia de ex libris. Su labor dramatúrgica estuvo marcada por tres importantes obras en verso. Filoctetes, una tragedia publicada de forma anónima en 1866, es la más poderosa de las obras de Lord de Tabley. Se aparta del modelo griego en la introducción de un personaje femenino y en su sombrío pesimismo, tan distante como sea posible del efecto reconciliador que el arte griego aspiraba a producir. Pero estas divergencias en todos los aspectos la preservan de ser una mera copia de Sófocles; tampoco es muy evidente la influencia ya sea de Tennyson o de Browning. El personaje principal parece en no pocos aspectos un retrato del propio autor. Orestes, una tragedia publicada de forma anónima en 1868, era poco menos poderosa que Filoctetes, pero atrajo escasa atención. Con posterioridad consagraría su tiempo a la más desesperada de todas las empresas poéticas: la composición de una muy extensa y absolutamente nada dramática tragedia. No se vendió ni una sola copia de The Soldier of Fortune (1876), y la decepción de Warren, agravada por dolorosos motivos personales, paralizó durante largo tiempo su actividad como poeta.
En 1869 Tom Taylor (1817-1880) escribió para Mrs. Rousby una serie de tres dramas históricos, en los que apenas materializó sus ambiciosos proyectos, si bien atrajeron al público. Otras obras en una línea similar fueron Lady Clancarty, que fue estrenada en el Olympic el 9 de marzo de 1874, conservando su popularidad durante largo tiempo, y Ana Bolena, la penúltima pieza de Taylor, que fue representada en el Haymarket en marzo de 1875 y resultó ser un completo fracaso. Con sus dramas históricos en verso blanco Ana Bolena y Juana de Arco, no tuvo tanto éxito como con sus comedias domésticas. Sus Dramas históricos aparecieron en un volumen único en 1877.
William Gorman Wills (1828-1891) fue un dramaturgo, novelista y poeta irlandés. Encontró su verdadero filón en el teatro, y produjo más de treinta obras, muchas de las cuales, incluyendo Medea en Corinto, Eugene Aram, Jane Shore, Buckingham y Olivia, tuvieron gran éxito. Su primera tentativa dramática, una adaptación del alemán de Von Holtei titulada Un hombre y su sombra (1865), fue seguida por la patética Man o' Airlie, llevada al Princess's Theatre en julio de 1867, con Hermann Vezin en el papel principal. Posteriormente el autor se animó a escribir otras dos obras de teatro, sugeridas y producidas por Vezin: Hinko, o la hija del verdugo, basada en la novela histórica de Ludwig Storch (Queen's Theatre, 1871); y Hechizos rotos, escrita en colaboración con Westland Marston (Court Theatre, 1872).
A principios de 1872 fue contratado como dramaturgo del Lyceum con un salario anual. Para dicho teatro escribió sucesivamente Medea en Corinto (julio de 1872), Carlos I (28 de septiembre de 1872) y Eugene Aram (abril de 1873). Las dos primeras contienen el mejor trabajo de Wills. Carlos I, aunque inferior en forma a su predecesora, captó el gusto del público. El retrato de Carlos estaba en armonía con el de Van Dyck, y la sugestión de calma y digno padecimiento que desdeña ofenderse o protestar resulta decididamente eficaz. Wills se mostraba tan poco preocupado por la precisión histórica como Dumas. Desde esta fecha en adelante Wills escribiría de forma continua, y hasta 1887 su nombre prácticamente nunca estuvo ausente del cartel de algún teatro londinense. Sin embargo, su obra nunca cumplió absolutamente las expectativas que se fundamentaban en su genuina aptitud, y gran parte de ella es de una calidad inferior.
En su siguiente obra histórica, María Estuardo (Princess's Theatre, febrero de 1874), caricaturizó a John Knox con el mismo entusiasmo con que había difamado a Cromwell. Era en ese momento muy demandado como dramaturgo en verso, y escribió en rápida sucesión Safo, llevada al Teatro Real de Dublín en 1875; Buckingham (Olympic, noviembre de 1875); Jane Shore (Princess's, septiembre de 1876); e Inglaterra en tiempos de Carlos II (Drury Lane, septiembre de 1877). Su segundo gran éxito fue con Olivia (basada en El vicario de Wakefield, de Goldsmith), de la cual lo mejor que se puede decir es que rara vez ha sido superada como adaptación de una novela. Fue producida en el Court Theatre en marzo de 1878 bajo la dirección de Mr. Hare.
En Claudiano (Princess's Theatre, 1883) y Fausto (Lyceum Theatre, 1885) se limitó a suministrar texto a un surtido de situaciones dramáticas. Claudiano, basada en un argumento de Henry Herman, es una extraña combinación de oropeles y columnas huecas, en la que la vieja leyenda del judío errante es adaptada a un propósito melodramático. En diciembre de 1885 Wills estrenó su versión del Fausto para el Lyceum. En esta, como en Claudiano, aparecía como el mero escritor de textos para una serie de escenas y situaciones; su verborrea "sub-arcaica" no estaba desprovista de resonancia romántica y fue escrupulosamente reducida a metros de verso blanco.
Wills era pintor por elección, y nunca puso todo su corazón en su obra dramática. Sus obras de teatro eran subproductos, en los que ponía escaso interés después de haber entregado el manuscrito. Era un escritor de escenas dramáticas nato, pero sus dones se vieron neutralizados en gran medida por su incapacidad para concentrarse y por la carencia esencial de un sabor firme y de la facultad de autocrítica. Según el profesor y crítico Pierre Marie Augustin Filon, "sus obras están fundadas en concepciones que no resisten al análisis, y la versificación resulta demasiado pobre para encubrir o redimir la endeblez de la idea dramática".
Tras dar por concluido su ciclo épico artúrico, el poeta Alfred Tennyson (1809-1892) centró su atención en una rama poética que le había atraído desde siempre, pero que nunca había intentado en serio: el drama. Se propuso un esquema, que no puede decirse que llevara muy lejos: el de ilustrar "la formación de Inglaterra" a través de una serie de grandes tragedias históricas. Su Queen Mary, la primera de estas obras-crónicas, fue publicada en 1875 y llevada a escena por Sir Henry Irving en el Lyceum en 1876. A pesar de estar repleta de pasajes admirablemente dramáticos, teatralmente no fue bien compuesta, y fracasó en el escenario. Queen Mary era un drama en verso blanco esmeradamente construido sobre el modelo de Shakespeare. Extremadamente pertinaz en este sentido, el poeta seguiría intentando su asalto al teatro, intento sobre intento, prácticamente todos fallidos hasta el séptimo y último, que por desgracia fue póstumo. Harold (1876), una tragedia fatalista, nunca fue representada, pese a ser tal vez el mejor drama del autor. El halcón (1879) es un pequeño drama en verso blanco, adaptación de Boccaccio. Fanny Kemble lo definió acertadamente como "un pequeño poema exquisito en la acción"; y , a pesar de que su trama resulta peligrosamente grotesca como objeto de tratamiento dramático, producida e interpretada por los Kendal resultaba indudablemente encantadora. Su última tragedia, Becket (1884), fue, curiosamente, de entre todas sus obras, una de las que gozaron de mayor éxito sobre las tablas tras la muerte del autor. En 1891 completó un viejo e inédito drama sobre el tema de Robin Hood: The Foresters: Robin Hood y la doncella Marian, fue estrenado en Nueva York en marzo de 1892.

## El nuevo teatro: iniciadores

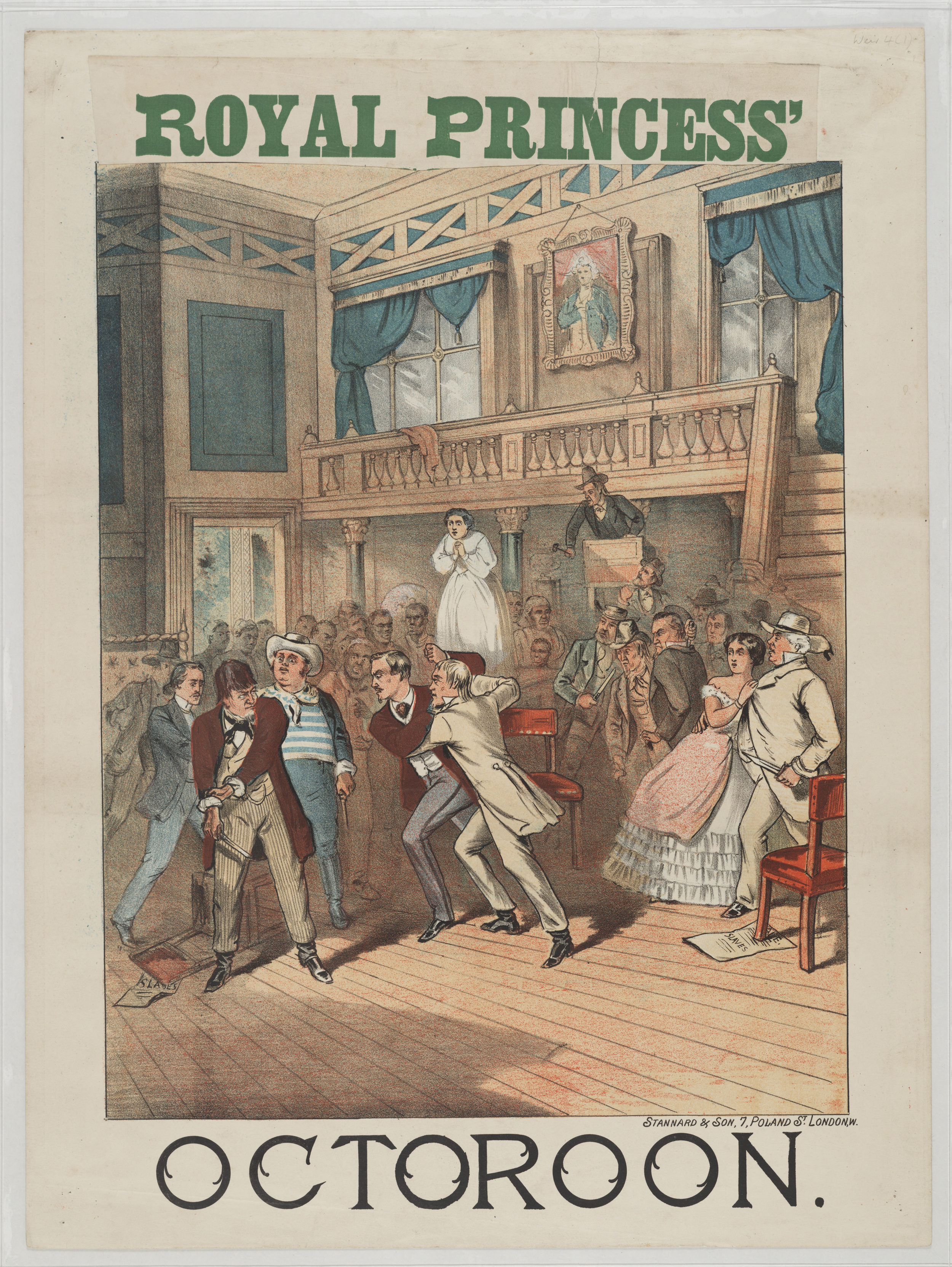
Cartel de la obra The Octoroon, impreso por Stannard & Son en 1862.

Dion Boucicault (1820-1890), autor y actor de gran sagacidad e intuición de lo que esperaba el público, supo aprovechar hábilmente las corrientes y posibilidades dramáticas que se hallaban en el ambiente y, adoptando y adaptando escenas, situaciones y frases de dramaturgos o novelistas franceses e ingleses, tuvo el acierto de proporcionar a sus oyentes algo brillante con visos de originalidad. Se le atribuyen 145 dramas, entre los cuales destacan Los hermanos corsos (1852), Luis XI, rey de Francia (1855), Rip Van Winkle, o un sueño de veinte años (1865) y otros, de tema irlandés, como La doncella pura (1860) y The Shaughraun (1874), que influyeron en autores posteriores. De origen franco-irlandés, en marzo de 1841, bajo el seudónimo de «Lee Morton», alcanzó un gran éxito con London Assurance, drama representado en el Covent Garden. La trama era sencilla, pero ingeniosa; abundaba en situaciones cómicas; los diálogos eran vigorosos y enérgicos; no carecía de ingenio, y había tal vez más que suficientes de esas ligerezas y agradables impertinencias que el espectador medio prefiere al ingenio. Sigue siendo considerada a día de hoy una de las mejores obras de teatro de su tiempo, y resulta una obra extraordinaria para un hombre tan joven. Su rotundo éxito condicionaría su carrera. Desde entonces ha seguido siendo una de las favoritas de los aficionados británicos y estadounidenses. De inmediato continuó con una serie de otras obras exitosas. En febrero de 1842 llevó al citado teatro, con su nombre real, La heredera irlandesa, y el 19 de septiembre al Haymarket Alma Mater, or A Cure for Coquettes. Siguieron Woman en el Covent Garden (2 de octubre de 1843) y Old Heads and Young Hearts en el Haymarket (18 de noviembre de 1844). Al Princess's Theatre llevó Los hermanos corsos, Luis XI y Fausto y Margarita, y al Adelphi Prima Donna, Janet Pride, Genevieve y otras ingeniosas adaptaciones. De 1853 a 1859 estuvo en los Estados Unidos, donde siempre gozó del favor del público. A su regreso a Inglaterra produjo en el Teatro Adelphi una adaptación dramática de la novela The Collegians (Los universitarios), de Gerald Griffin, titulada The Colleen Bawn (1860). Esta obra, una de las más exitosas del período moderno, se representó en casi todas las ciudades del Reino Unido y de los Estados Unidos, y generó para su autor una considerable fortuna, que perdería en la gestión de varios teatros de Londres; incluso fue traducida al francés, y puesta en escena en el Teatro del Ambigu de París. Boucicault produjo con posterioridad en el Adelphi otro drama "sensacionalista", The Octoroon (El mulato, 1861), cuya popularidad llegaría a ser casi tan grande como la de The Colleen Bawn. The Dublin Boy (Le Gamin de Paris) fue puesta en escena el 10 de febrero de 1862, y La vida de una actriz el 1 de marzo. Dot (El grillo del hogar) estuvo en el Adelphi (14 de abril de 1862) y The Relief of Lucknow en el Drury Lane, del que fue gerente durante un tiempo. En 1864 el Teatro Saint James programó su Fox Chase, y el Princess's Theatre The Streets of London. El siguiente éxito notable de Boucicault fue Arrah-na-Pogue, estrenada primero en Dublín; posteriormente fue llevada al Princess's Theatre (22 de marzo de 1865), y traducida y representada en francés y otras lenguas. The Colleen Bawn y Arrah-na-Pogue han eclipsado un tanto sus producciones anteriores, y el público se inclina a considerarlo como un escritor únicamente de melodramas. The Parish Clerk (El sacristán), escrita para Joseph Jefferson, fue llevada a Mánchester; The Long Strike, al Lyceum; The Flying Scud estuvo en la inauguración del Holborn Theatre; Hunted Down, en el Saint James; After Dark (1868) y Presunta evidencia, en el Princess's Theatre, y Formosa en el Drury Lane. En 1870 llevó al Princess's Theatre Paul Lafarge, A Dark Night's Work y The Rapparee, y al Holborn Jezabel. Seguirían Led Astray en 1874, y The Shaughraun en el Drury Lane en 1875.
Su nombre aparece en unas cuantas obras, además de las ya mencionadas; se le debe la autoría de Babil y Bijou, estrenada en el Covent Garden el 29 de agosto de 1872, una extravaganza feérica que puede presumir de haber sido el espectáculo más escandalosamente costoso jamás llevado a los escenarios ingleses. El 2 de agosto de 1880 llevó al Haymarket Un viaje de novios, una variación de Marriage (Matrimonio), montada en los Estados Unidos. Al mismo año pertenecen Forbidden Fruit (El fruto prohibido) y The O'Dowd. En 1881 produjo Mimi, y en 1886 The Jilt, su última aparición en Londres.
The Streets of London (Las calles de Londres), Flying Scud, After Dark y The Shaughraun estaban entre las más populares de sus obras postreras, siendo todas ellas del tipo con el que había familiarizado al público. Sus dramas muestran escasa originalidad, estando casi sin excepción elaborados sobre alguna obra, pieza o novela previamente existente, pero a menudo resultan muy ingeniosos en su construcción, y han tenido una gran popularidad; además, la caracterización no pocas veces resulta eficaz. Nunca han sido recopilados. Las brillantes cualidades literarias e histriónicas de Boucicault no se apoyaban en ningún código moral riguroso. Otras piezas, escritas en solitario o conjuntamente con Benjamin Webster, fueron A Lover by Proxy; Curiosidades de la literatura; Used Up; El zorro y el ganso; César de Bazán, versión de Don César de Bazán; A School for Scheming; Confidence; El caballero de Arva; El juramento roto (o La abadía de Castro); El bosquecillo de sauces y The Queen of Spades (o La dama de picas).
Muy pocos autores han tenido un éxito tan constante, pero muy pocos poseen el conjunto de facultades y aptitudes que se unen en él para hacer del éxito casi una certeza. No solo es un experimentado dramaturgo y actor, sino que su conocimiento de todas las especialidades del teatro y de sus recursos es absoluto.
La primera incursión del novelista Charles Reade (1814-1884) en la literatura fue como dramaturgo. Reade estaba equivocado en su propia concepción de sus facultades como dramaturgo. A intervalos a lo largo de su carrera literaria buscó satisfacer su ambición dramatúrgica, alquilando un teatro y contratando a una compañía para la representación de sus propias obras. El 7 de mayo de 1851 fue estrenada en el Teatro Olympic su obra inaugural, una comedia en tres actos, The Ladies' Battle (La batalla de las damas) (versión de Duel en amour de Scribe y Legouvé). La siguieron Angelo, una tragedia en cuatro actos, de nuevo en el Olympic (11 de agosto de 1851); A Village Tale (Un cuento rústico), en el Strand (12 de abril de 1852); The Lost Husband (El marido extraviado), en cuatro actos, en el Strand (26 de abril de 1852); y Gold (Oro) (Drury Lane, 10 de enero de 1853), un melodrama en cinco actos, ilustrativo de la vida de los primeros buscadores de oro en Australia, que durante muchos meses vertió en abundancia el metal precioso en las arcas del teatro. Pero su principal éxito como dramaturgo lo lograría con la brillante comedia en dos actos Masks and Faces (Máscaras y rostros), que escribió en colaboración con Tom Taylor. Fue triunfalmente acogida en su primera representación, el 20 de noviembre de 1852 en el Haymarket. Ampliada a tres actos, fue reestrenada el 6 de noviembre de 1875, en la misma sala, bajo la gestión de los Bancroft. La obra, que aún se mantiene en escena, está brillantemente escrita y hábilmente construida.
En 1854 no menos de cinco nuevos dramas suyos fueron producidos en los escenarios londinenses. Estos fueron: Two Loves and a Life (Dos amores y una vida), en cuatro actos, en el Adelphi (20 de marzo), en colaboración con Tom Taylor; The Courier of Lyons (El mensajero de Lyon), en tres actos, en el Princess's (26 de junio; posteriormente rebautizado como The Lyons Mail (El correo de Lyon), y representado con frecuencia por Sir Henry Irving en el Teatro Lyceum); The King's Rival (El rival del rey), en cinco actos, en el Saint James (1 de octubre), en colaboración con Tom Taylor; Honour before Titles (Honor antes que títulos), en tres actos, en el Saint James (3 de octubre); y Peregrine Pickle, en cinco actos, en el Saint James (noviembre de 1854). El año siguiente presenció la producción de Art, en un acto, en el Saint James (17 de abril de 1855), que sería rebautizada como Nance Oldfield en el Olympic (3 de marzo de 1883).
Una versión teatral de su novela Nunca es demasiado tarde para enmendarse, que fue representada por vez primera el 4 de octubre de 1865 en el Princess's Theatre, a pesar de ser condenada por los críticos, se mantuvo en cartel durante 148 noches, reportándole unas ganancias de 2.000 libras. En 1873 la obra fue producida en seis teatros londinenses.
En 1867 Reade volvió a la labor dramática, y el 1 de junio produjo una versión teatral de la Dora de Tennyson en el Adelphi. En el caso de Juego sucio se dio un ejemplo de su persistencia en el teatro. La escribió en 1869 conjuntamente con Dion Boucicault con miras a adaptarla al teatro. La historia fue adaptada dos veces: en primer lugar, sin mucho éxito, en 1868 por los colaboradores, en seis actos, para el Holborn Theatre; y posteriormente, en 1877, por Reade en solitario, para el Olympic, bajo el título de The Scuttled Ship (El navío barrenado), en cinco actos; en esta segunda ocasión el fracaso fue sonado. Antes de la publicación separada de su novela social Ponte en su lugar (1870), Reade preparó una versión teatral, que fue titulada Free Labour, y fue estrenada en mayo de 1870. Mr. Henry Neville resultó ser una eficaz personificación del héroe, Henry Little. Con posterioridad, Reade adaptaría al teatro su novela sensacionalista Griffith Gaunt (1865) con el título de Los amantes de Kate Peyton, para ser representada en el Queen's Theatre el 1 de octubre de 1875, y esta sería reestrenada como Los celos en el Olympic, en cuatro actos, el 22 de abril de 1878. El 2 de junio de 1879 fue estrenada en el Princess's Theatre una obra titulada Drink, que había adaptado de L'Assommoir (La taberna) de Zola, y en 1882 se unió a Henry Pettitt para escribir un drama sensacionalista titulado Love and Money, que fue puesto en escena en el Adelphi el 18 de noviembre. Otra obra suya, Single Heart and Double Face, fue producida en el Edinburgh Theatre en noviembre de 1883.
Además de los dramas mencionados, Reade fue responsable de The First Printer, en tres actos (Princess's Theatre, 3 de marzo de 1856), conjuntamente con Tom Taylor; Poverty and Pride (Pobreza y orgullo), en cinco actos (en el Surrey Theatre, y también en el Victoria Theatre, representado en ambas salas de manera "pirata"); El enfermo robusto, adaptación de El enfermo imaginario de Molière, en tres actos (Adelphi, 15 de junio de 1870); y Shilly Shally, en tres actos (Gaiety Theatre, 1 de abril de 1872).
Probablemente escribiendo para el teatro fue como aprendió el valor de mantener la atención de sus lectores constantemente en estado de alerta. El anhelo del efecto escénico, mientras que lo libraba del embotamiento, a menudo lo entregaba a la tosca exageración, especialmente en sus escenas cómicas.

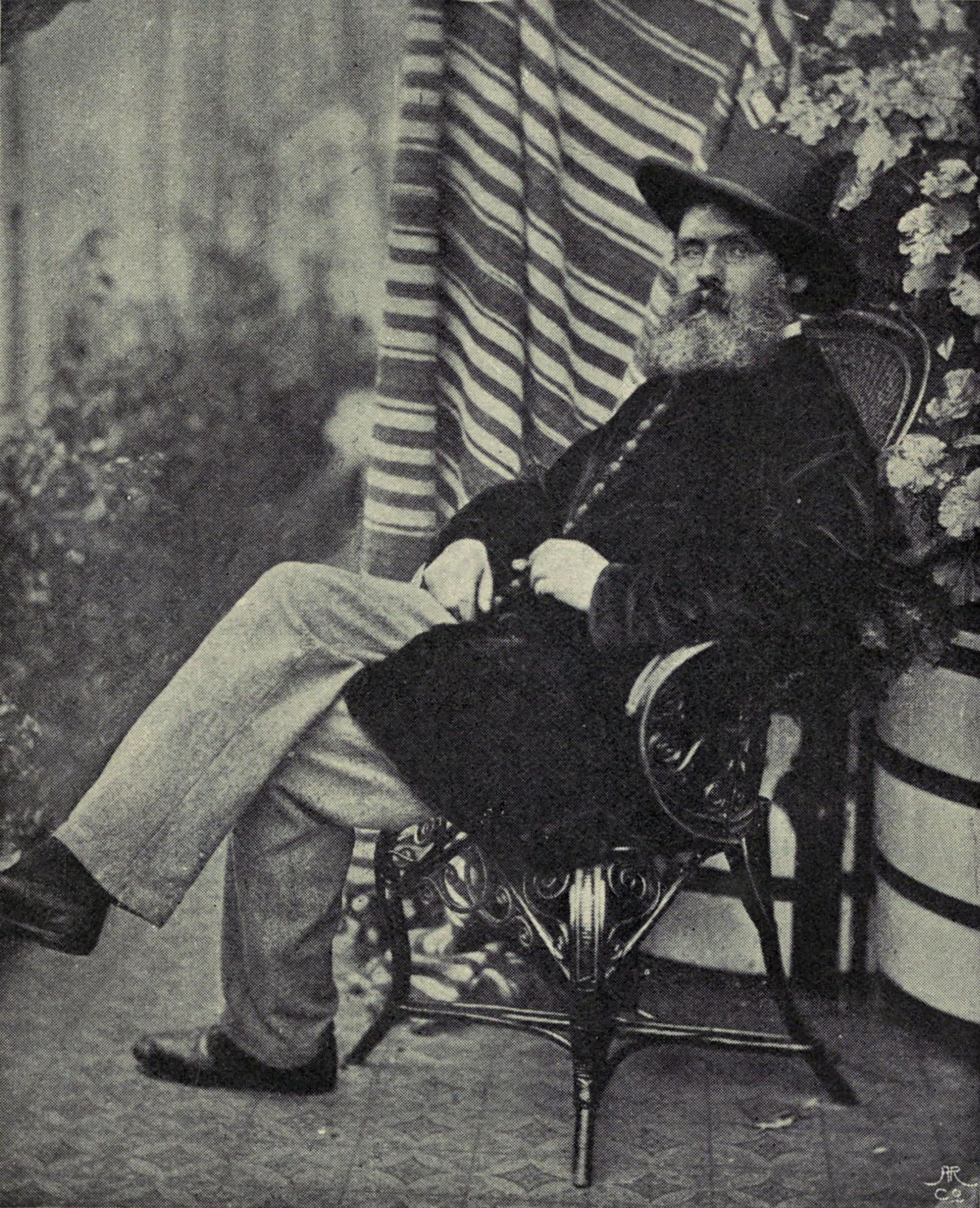
Tom Taylor, retratado por Lewis Carroll (1863).

Tom Taylor (1817-1880) fue, junto con Boucicault, uno de los dramaturgos más celebrados de su tiempo: en su obra se sintetizan todas las corrientes teatrales contemporáneas. En sus obras se mostró como un gran maestro de las artes escénicas. Tan pronto como se estableció en Londres trabajó asiduamente para el teatro. En su primer año en Londres (1844), no menos de cuatro burlesques suyos fueron llevados a escena por los Keeley, que por aquel entonces gestionaban el Teatro Lyceum. Sus títulos eran Valentine y Orson (marzo de 1844), Whittington y su gato (lunes de Pascua de 1844), Cenicienta (lunes de Pentecostés de 1844) y Un viaje a Kissingen (14 de noviembre de 1844). Siguieron otras obras en rápida sucesión, y en treinta y cinco años suministraría más de setenta obras a los principales teatros de Londres. Probó casi todas las variedades del drama, pero sus mayores éxitos los lograría en la comedia doméstica. Su dominio de la puesta en escena era notable, y muchas de sus piezas aún se mantienen sobre los escenarios; pero carecía de genio dramático o del poder dominante de la expresión.
La primera pieza de Taylor que atrajo significativamente al público fue To Parents and Guardians (Para padres y tutores), una farsa que Keeley llevó a escena en el Lyceum el 28 de septiembre de 1845. Escribió también algunos burlesques en colaboración con Albert Smith y Charles Kenny, y colaboró con Charles Reade en Máscaras y rostros, estrenada en el Haymarket el 20 de noviembre de 1852. No menos exitosas fueron su Obligar a Benson (Olympic, 6 de marzo de 1854), adaptación del vodevil francés Un Service à Blanchard, de Moreau y Delacour; y la farsa Nuestro primo americano, representada por vez primera en el teatro de Laura Keene en Nueva York, en 1858. Su variada producción dramática asciende a unas ochenta obras, entre las que se encuentran farsas y brillantes entretenimientos; la comedia Still Waters Run Deep (1855), sobre la misión del marido en la familia victoriana; el apretado melodrama Retribution (1856); Víctimas (1857); Elección disputada (1859), etc. New Men and Old Acres, en la que fue asistido por Augustus W. Dubourg, fue estrenada en el Haymarket el 25 de octubre de 1859, y en el mismo año dramatizó la Historia de dos ciudades de Dickens. Al año siguiente llevó a Mánchester una de sus comedias más exitosas, La ruta terrestre. Casi tan popular fue Un cordero con piel de lobo, adaptación de Femme qui déteste son mari, de Madame de Girardin. Probablemente su mejor obra fue The Ticket-of-Leave Man, basada en Le Retour de Melun, de Brisebarre y Nus, que fue estrenada en el Teatro Olympic el 27 de mayo de 1863. Pero su drama más significativo es En libertad provisional (1863), obra que gozó de gran popularidad durante todo el siglo XIX, y fue incluso representada en los años cincuenta y sesenta del XX. En libertad provisional alcanzó más de cuatrocientas representaciones en 1863-1864. Taylor persistió en el drama de matiz social, y en La mujer de Arkwright (1873) lleva a las tablas los problemas de la mecanización y del progreso industrial. Si su principal preocupación fue la elaboración de un teatro popular, los personajes de sus dramas están clara y consistentemente perfilados, y los diálogos resultan naturales, vigorosos y acerados.

## El teatro realista
Watts Phillips (1825-1874) fue un dramaturgo y dibujante de origen irlandés. Poseyendo ciertos conocimientos de los dramaturgos isabelinos, y habiendo intimado con John Baldwin Buckstone, Mrs. Nisbett y otros actores, concibió la idea de dedicarse al teatro, y escogió Edimburgo como escenario de su debut. En 1857 su obra Joseph Chavigny fue aceptada por Benjamin Webster, y producida en el Adelphi en mayo, con Webster y Madame Céleste en los personajes principales. Ni esta pieza ni la que la siguió, The Poor Strollers (Los humildes paseantes), fueron muy populares, aunque los méritos de ambas fueron reconocidos. Un éxito total obtendría, sin embargo, Dead Heart, estrenada en el Adelphi el 10 de noviembre de 1859, con Webster, Mr. Toole, David Fisher y Mrs. Alfred Mellon en los papeles principales. La obra sería repuesta en 1893 por Mr. Irving en el Lyceum. Otras obras, algunas de ellas incluso todavía sin estrenar, fueron escritas para y adquiridas por Webster. Sus obras muestran a la vez inventiva y dominio del diálogo. La mayoría de ellas fueron editadas en la Acting Edition of Plays de Lacy.

## Renovadores
Antes de que el nombre de Ibsen fuera conocido en Inglaterra ya se habían producido algunos intentos de incorporar al teatro las preocupaciones sociales de los novelistas victorianos. En obras como Society (1865) y Caste (1867) T. W. Robertson había hecho decididos intentos, aunque algo toscos, en esta dirección.

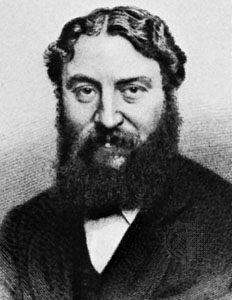
Thomas W. Robertson

El primero, o el que podríamos llamar el reformador dramático más importante de la segunda mitad del siglo XIX, es Thomas William Robertson (1829-1871). Perteneciente a una famosa familia de actores, tuvo como dramaturgo una breve pero muy brillante carrera. Su éxito fue tardío; había comenzado a escribir en una fecha tan temprana como 1845, pero había muy pocos elementos que distinguieran su obra de la de sus contemporáneos hasta que puso en escena David Garrick (1864), basada en una novela también suya. Esa obra, que poseía ya elementos realistas, se haría muy popular. Sin embargo, la originalidad y el ingenio del dramaturgo no serían plenamente reconocidos hasta la aparición de Society en el Teatro Príncipe de Gales en 1865. Society, un esbozo de la conducta bohemia, se mantuvo en cartel durante veintiséis semanas, haciendo ganar una fortuna al teatro, así como al autor e incidentalmente a uno o dos de sus actores. La reputación de Robertson descansa principalmente sobre la serie de comedias que sucedieron a aquella, incluyendo Ours (1866), Caste (1867), Play (1868), School (1869) y M.P. (1870). Son éstas exposiciones de la moderna vida social, con un elemento de sátira dirigido a lo artificial de aquella. Ours fue llevada al Teatro Príncipe de Gales de Londres, donde su recepción fue entusiasta. Robertson fue quien modificó el drama de un modo más evidente, tratando temas realistas contemporáneos en un estilo natural y nuevo. Estas cualidades, que empiezan a manifestarse ya en sus primeras obras, adquieren una definición perfecta en Caste, Play y School. Su mejor obra es Caste, que si no promete demasiado en la lectura, en la representación demuestra verdadera calidad dramática. La comedia cobra importancia desde el momento en que incorpora al sentimiento y al valor intrínseco de una buena obra dramática un fuerte tema central basado en ideas y diferencias sociales. Caste supone la cota más alta alcanzada por Robertson y, además de ser su mayor logro, sigue siendo una obra representable. Robertson inició el teatro de crítica social que llega en sus distintas direcciones hasta nuestros días.
Uno de los méritos principales de Robertson es su empeño en llevar a la escena la vida real de su época, desentendiéndose de los gastados argumentos sobre la joven abandonada, el villano corrompido y corruptor y el héroe aureolado con las más nobles cualidades, y acercarse a la realidad cotidiana evitando todo partidismo doctrinal. Robertson instaura virtualmente en el teatro inglés el drama en tres actos.
Su teoría de la escritura de comedias consistía en situar, en medio de un entorno mundano y cínico, un interés sensible, juvenil y sentimental, que mostraría lo más brillante para su "séquito". En sus mejores trabajos, como Caste ―su inequívoca obra maestra― y otra media docena de obras, el proceso produce resultados muy satisfactorios. La obra de Robertson resulta saludable en toda su extensión, y gran parte de ella es original, siendo resultado de sus propias observaciones. Captó rápidamente las costumbres de su tiempo, y sus personajes son por lo general realistas.
Entre las mejores piezas teatrales de Henry James Byron están Cyril's Success (El triunfo de Cyril) (1868), Our Boys (Nuestros muchachos) (1875) y The Upper Crust (La corteza superior) (1880), todas ellas comedias. La obra cómico-doméstica en tres actos Our Boys es notable por haber alcanzado el período de representación más largo de que se tiene constancia, habiendo permanecido en cartel hasta el 18 de abril de 1879.
La obra dramática seria de Byron resulta original en el sentido en que la trama rara vez es tomada de una fuente externa. Exhibe ingeniosidad antes que inventiva, y abunda en el tipo de artificio que se espera conforme a arreglos por los cuales no procede más de una escena por acto. Las características distintivas de las obras de Byron son la sencillez y una condición sana. Cyril's Success es general y acertadamente considerada como su mejor obra.
Sydney Grundy (1848-1914) inició su carrera dramatúrgica a comienzos de la década de 1870. Su farsa Un pequeño cambio fue producida en el Teatro Haymarket en 1872. En 1887 alcanzó un éxito popular con Las campanas de Haslemere, escrita con H. Pettitt y producida en el Adelphi. En 1889 y 1890 produjo dos ingeniosas comedias originales, Una mentira piadosa (Court Theatre) y Un paraíso de necios (Gaiety Theatre), que había sido representada dos años antes en el Greenwich Theatre como La ratonera. Éstas fueron seguidas por Sembrando el viento (Comedy Theatre, 1893), Un viejo judio (Garrick Theatre, 1894), y por una adaptación de Montjoye, de Octave Feuillet, titulada Un ramo de violetas (Haymarket, 1894). En 1894 produjo The New Woman y The Slaves of the Ring; en 1895, The Greatest of These, protagonizada por los Kendal en el Garrick Theatre; en 1899, The Degenerates (Haymarket), y en 1900 Una deuda de honor (St. James's Theatre).
Siguió a Robertson el fecundo dramaturgo Henry Arthur Jones (1851-1929), autor con iniciativa y grandes cualidades melodramáticas, pero a quien los historiadores literarios acaso han elogiado en demasía. Enérgico y pertinaz, Jones consiguió convencer al público de la necesidad de establecer un drama que tratara los problemas serios de la vida. Con ello impulsó la creación de un teatro de vanguardia que intelectualmente rebasó pronto su propia línea conceptual. Jones pertenece a ese período al que a veces se ha hecho referencia como la "transición victoriana". Fue el período en el que el drama estaba tratando de liberarse de sus superficialidades heredadas y de convertirse en parte de la vida contemporánea. Al igual que Pinero, Jones aprendió su técnica de los franceses. En 1878, en Exeter, produjo su primera obra de teatro, It's Only Round the Corner. Durante los años siguientes escribió una serie de pequeñas obras sin importancia, de las cuales Un error administrativo (1879) fue representada en Londres. Cuatro años después de su debut como dramaturgo se anotó un gran éxito con The Silver King (noviembre de 1882), una obra bien construida, de intención seria y de sello melodramático. Fue coescrita con Henry Herman y producida por Wilson Barrett en el Princess's Theatre de Londres.
En 1884 adaptó Casa de muñecas de Ibsen para el público inglés bajo el título de Breaking a Butterfly. En aquel momento las adaptaciones estaban a la orden del día, e Ibsen era entonces solamente uno más entre los autores teatrales europeos, no un profeta del teatro.
El estilo de sus obras posteriores puede resultar desigual. No es que descienda su nivel dramático; pero el tono es a veces pretencioso y solemne, quizá demasiado insistente y retórico en las situaciones serias. En Santos y pecadores (1884) y Michael y su ángel perdido (1896) Jones puso su mayor esfuerzo en abordar el tema social y religioso. Santos y pecadores, que se mantuvo en cartel durante doscientas noches, llevó al escenario un cuadro de la vida de la clase media y la religión en una población rural. La obra fue abucheada por el público en su estreno y condenada por la prensa. Desalentado, Jones volvió al melodrama. Jones continuaría su trabajo en comedias domésticas y piezas sociales, incluyendo Los enmascarados (1894) y La tienda de chucherías (1893). En 1896, cuando Londres había adquirido hasta cierto punto "consciencia de Ibsen", Jones hizo otro intento de drama serio con Michael y su ángel perdido. De nuevo fue abucheado por el público y sentenciado por los críticos. La obra es generalmente considerada como su drama más fuerte. Se trata de un estudio de la gente de pueblos pequeños, preocupado por la expiación de la culpa. Es a la vez sentimental y romántico, con la actitud solemne hacia la irregularidad sexual que generalmente caracterizaba al escritor victoriano. La audacia de Jones al llevar a la escena temas de religión ―confesión y conciencia― levantó no pocas críticas, que le obligaron a adoptar un tono menos comprometido. En Los mentirosos (1897) adopta una actitud más conservadora: expone las dificultades de la vida matrimonial, y las intrigas amorosas. Los mentirosos, El caso de la rebelde Susan y Dolly se enmienda, sátiras sobre la sociedad contemporánea, se encuentran entre las mejores obras de personajes del momento. Tras Santos y pecadores, su siguiente pieza seria fue El intermediario (1889), seguida de Judá (1890), obras potentes ambas, que cimentaron su reputación.
El drama más importante de Jones es, sin duda, La defensa de la señora Dane (1900). Es un drama fuerte, en el que aparece el triángulo convencional constituido por un matrimonio de mediana edad y la joven y bella institutriz de sus hijos, de la cual se enamora el marido.
A Henry Arthur Jones, más que a cualquier otra fuerza individual, fue debido aquel Renacimiento y "provolución" ―permítase aceptar el término en su mejor sentido― del teatro inglés de su tiempo. Jones continuó la tradición de Congreve y Sheridan en la alta comedia. Lo mejor de su obra, con la excepción de Michael y su ángel perdido, consiste en comedias de costumbres. La obra de Jones se caracteriza por una estrecha observación de las debilidades de las clases altas y la aristocracia de Inglaterra; un agudo sentido del humor ―por oposición a la astucia y el ingenio de Wilde y Pinero― que le acercaba a los dramaturgos de la Restauración inglesa mucho más que a cualquier otro de su tiempo; y un perspicaz sentido de la construcción dramática. Jones escribió numerosas comedias, pero sus melodramas ―especialmente The Silver King y The Middleman (El intermediario)― y su obra trágica, Michael y su ángel perdido, deben ser tenidos en cuenta en cualquier estimación de la producción total del dramaturgo.
Henry Arthur Jones hizo un nuevo comienzo con el nuevo movimiento dramático. Sin embargo, nunca fue capaz de sacudirse la influencia de aquel primer período victoriano cuando arrancó su obra, ni de lograr un auténtico éxito con la nueva tendencia de idea dramática.
Más conocido como poeta, novelista y crítico, Robert Williams Buchanan (1841-1901) fue también autor de muchas exitosas obras, entre las que cabe mencionar Lady Clare, estrenada en 1883; Sophia (1886), una adaptación del Tom Jones; La sombra de un hombre (1890), y El charlatán (1894). Tras algunas tentativas preliminares, escribió y produjo con éxito en el Connaught Theatre (Londres), en 1880, un drama titulado A Nine Days' Queen. Desde entonces hasta 1897 fue responsable, de forma independiente o conjuntamente, de una larga serie de obras de teatro, que mostraban destreza teatral y captaron la atención del público. Adaptó al teatro sus dos novelas, La sombra de la espada (1881) y Dios y el hombre (con el título de Stormbeaten) (1883), resultando rentable este último proyecto. Lady Clare era su versión de Le Maître de Forges, de Georges Ohnet. Consiguió mantenerla en cartel más de cien noches. En Filadelfia puso en escena el melodrama Alone in London, una obra compuesta junto con su cuñada, Harriett Jay, que fue triunfalmente producida en el Teatro Olympic de Londres en 1885.
No es de extrañar que algunas de las primeras pruebas que se hicieron por trasplantar el ibsenismo, según ellos lo entendían, resultaran meramente tentativas. Las obras sociales de Arthur Wing Pinero (1855-1934) fueron eficaces solo en cierta medida, ya que no profundiza demasiado en las cuestiones sociales. El verdadero talento de Pinero se manifiesta en un tipo de comedia-farsa como The Magistrate (El magistrado), así como en sus dulciamargas comedias del tipo de Trelawny of the "Wells": en ellas hace alarde de un brío y de una experiencia dramática que solo se pone de manifiesto con todo vigor en sus obras más serias. Su larga carrera dramática va desde 1877 hasta 1932. Aunque fecundo (escribió cerca de cuarenta dramas), Pinero no alcanzó nunca la plenitud artística, predominando siempre en él el dominio de la técnica teatral, ni concretó nunca su talento en un género determinado de drama. Sus amplias posibilidades abarcan la farsa, la comedia sentimental y el drama fuerte. Al género de la farsa pertenecen The Magistrate (1885), The Schoolmistress (1886) y Dandy Dick (1887); esta última, posiblemente la mejor de todas. En las tres el dramaturgo reveló una extraordinaria destreza y una facilidad natural para la comedia. Siguieron Sweet Lavender y El libertino, obras de carácter más serio, a finales de la década de 1880.
Indudablemente, la comedia sentimental más representativa de Pinero es Sweet Lavender (Dulce espliego) (1888). Constituye una ingeniosa réplica contra los seguidores de Zola y del naturalismo, que consideraban que si un drama no presenta ambientes sórdidos carece de valor. Más importante que esta y las anteriores resulta Trelawny of the «Wells» (1898), drama de la escuela de Robertson, que a pesar de su sentimentalismo ―el sentimentalismo genuino no puede rechazarse por sistema― posee auténticas cualidades humanas. Si se hubiera de aplicar una etiqueta a la producción de Pinero, la más adecuada sería la de "comedia doméstica", "de costumbres" o "comedia de fondo sexual".
Los dramas serios de Pinero ―desde El libertino (1889)― representan un retorno a la bien lograda tentativa de 1881. Inmediatamente después de 1890, ocupó un lugar de primer orden en el teatro inglés, entonces totalmente aburguesado y empobrecido de temas. En efecto, el mayor éxito de Pinero se debe al drama de tema grave, que presenta problemas sociales y particulares, como The Second Mrs. Tanqueray (La segunda señora Tanqueray) (1893). Pinero sigue aquí a Ibsen y nos muestra lo que un dramaturgo alertado pudo conseguir aprovechando la técnica "ibseniana": el desarrollo de un tema moderno con el movimiento natural de los personajes, dentro de una trama bien construida, sin apartes ni excesivas entradas y salidas. Esta técnica hace de The Second Mrs. Tanqueray uno de los mejores dramas sociales del siglo XIX. En esta obra, con el anticuado lenguaje de la escena, Pinero había empleado una situación central que suscitó una tempestad de discusiones. Se trata indudablemente de una de las obras más eficaces de su generación. Posteriores a 1893 son otras obras serias: Trelawney of the «Wells», The Notorious Mrs. Ebbsmith, Iris, The Thunderbolt y Mid Channel. A ninguna de ellas, sin embargo, le fue concedido el clamor popular que dio la bienvenida a The Second Mrs Tanqueray. En The Notorious Mrs. Ebbsmith (La escandalosa Mrs. Ebbsmith), vemos cómo los dramaturgos sociales de los noventa se sentían aún obligados a mantener ciertos estándares del melodrama y la moral convencionales. Otras obras de Pinero son: El sexo débil, Lady Bountiful, El beneficio de la duda, La princesa y la mariposa, El jovial Lord Quex, Su casa en orden, etc.
Su costumbre al escribir no consistía en concebir un tema y encajar sus personajes en la exposición del mismo, sino más bien en reunir en su mente a un grupo de personajes cotidianos y observar sus reacciones mutuas. También era costumbre de Sir Arthur dirigir todos los ensayos y literalmente entrenar a cada actor o actriz en la interpretación de su papel, pero era tal su timidez que nada podría persuadirle de asistir a los estrenos.
Casi toda su producción peca de convencionalismo, de mezcla de verdad y artificio, y no distingue el humorismo fino de la comicidad tosca; sin embargo, le procuró fama y riqueza. Ocho de sus dramas fueron publicados como "dramas sociales". Pinero ha sido a menudo criticado por protocolario, anticuado, convencional; en ciertos aspectos, las críticas no son injustificadas, aunque el ánimo con el que están hechas resulta indicativo más de un deseo de alabar a otros dramaturgos que partieron de los métodos de Pinero que propiamente de juzgar sus logros.

## La ópera cómica
La vuelta a la agudeza intelectual en el teatro inglés aparece claramente en las óperas cómicas de Gilbert y Sullivan. Ellos son quienes, entroncando con las comedias mitológicas y las «masques» del período renacentista, y pasando por The Beggar's Opera, parecen preparar al público para la comedia paradójica de Wilde y Shaw. William S. Gilbert (1836-1911), hijo del escritor William Gilbert, es un dramaturgo ingenioso y fecundo, que emprende caminos distintos de los de Jones y Pinero, y, apartándose del drama que enfocaba problemas contemporáneos, busca en otro campo una nueva posibilidad de expresión, una dirección moderna de originalidad. Gilbert, con sus farsas, empezó su carrera dramática en la línea burlesca, y en ella desarrolló el tipo original de comedia satírica representada por The Palace of Truth (El palacio de la verdad) (1870). Parece evidente que Gilbert no hubiera sobresalido de permanecer en la trayectoria dramática tradicional; pero acertó a descubrir un nuevo método, en el que su talento encajaba perfectamente: la ópera cómica. En el otoño de 1871 Gilbert comenzó su memorable colaboración (que duraría más de veinte años) con Sir Arthur Sullivan (1842-1900). Éste ya había dado muestras de su capacidad para la bufonada musical en 1866 con la extravaganza Cox y Box: un nuevo triunvirato, adaptación a cargo de F. C. Burnand de la célebre farsa de Maddison Morton, Box y Cox. Las dos primeras óperas cómicas, Tespis, o los dioses envejecidos (1872) y Trial by Jury (Juicio ante jurado) (1875) fueron meros ensayos. La primera de ellas fue un gran éxito a pesar de los limitados recursos vocales de los intérpretes; la segunda pieza triunfó más allá de toda expectativa, y en adelante Gilbert colaboró con el músico en este género. El libreto de Gilbert revelaba el caprichoso humor de sus tempranas Bab Ballads, así como la desenvoltura de sus primeras extravaganzas y burlesques. En vista del éxito obtenido, Richard D'Oyly Carte encargó a Gilbert y Sullivan que escribieran juntos una obra extensa. El resultado fue El hechicero, que fue estrenada en la Opera Comique el 17 de noviembre de 1877. Al mismo teatro fueron llevadas con éxito H.M.S. Pinafore (1878), que se mantuvo en cartel durante 700 noches y gozó de una enorme popularidad en todo el país; Los piratas de Penzance, o el esclavo del deber (1880), y Patience, or Bunthorne's Bride (1881). Esta última fue trasladada el 10 de octubre de 1881, en el apogeo de su éxito, al Savoy ―el nuevo teatro de ópera construido por D'Oyly Carte para las óperas de Gilbert y Sullivan―.

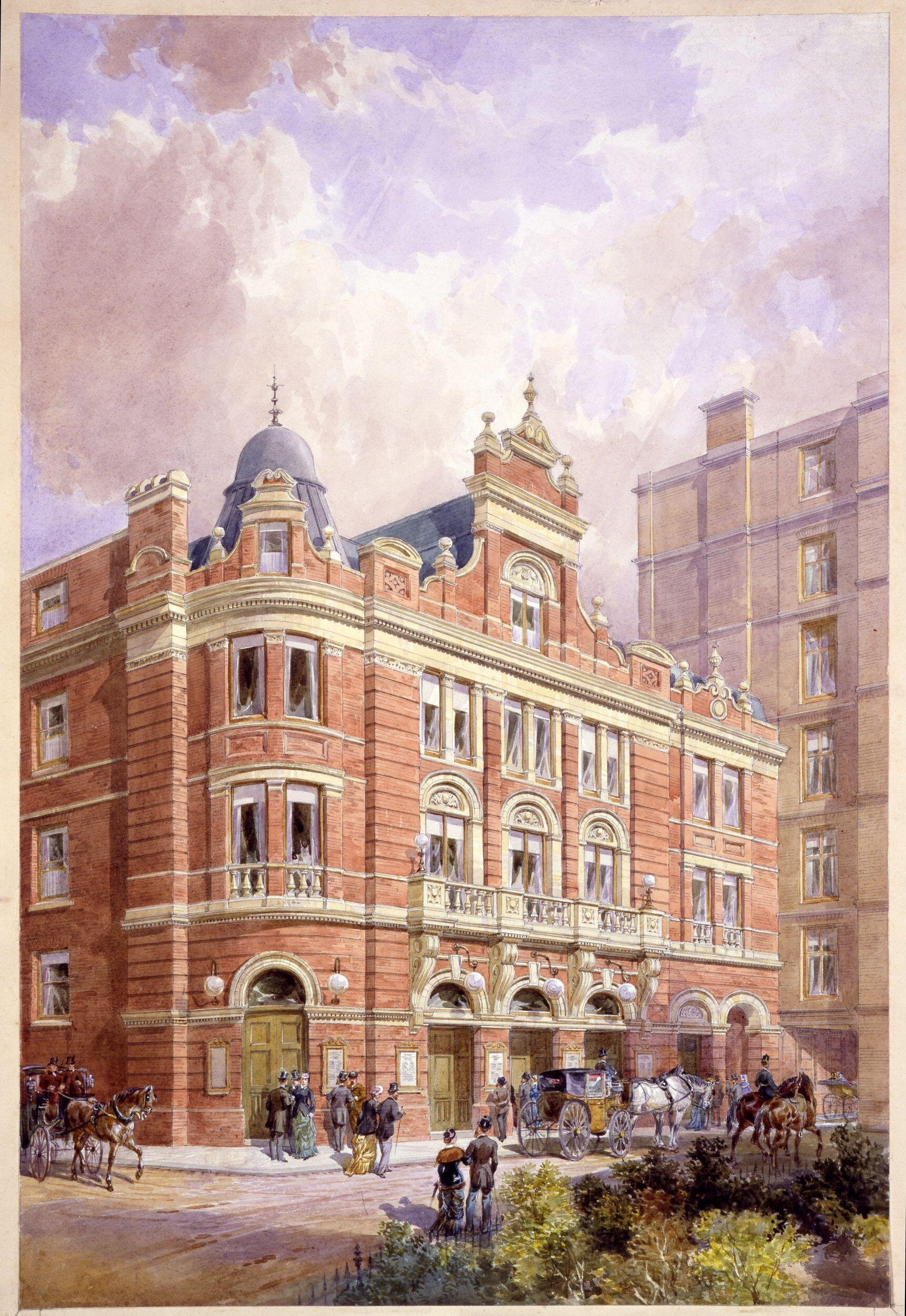
Teatro Savoy (Londres)

Aunque se estrenó en la Opera Comique de Londres, Patience fue la primera de las «Savoy operas» ―así llamadas porque se representaban en el Teatro Savoy―. Esta comedia se propone ridiculizar el movimiento esteticista personificado en Swinburne, Whistler y Oscar Wilde. El ingenio y la brillantez de las llamadas «Savoy operas» dieron a entender a los dramaturgos contemporáneos que, si querían competir, tenían que perfeccionar su estilo y su agilidad verbal. Las siguientes «Savoy operas» fueron Iolanthe, or The Peer and the Peri (Iolanthe, o el noble y la Peri) (1882), y Princess Ida, or Castle Adamant (1884), refundición de una encantadora e ingeniosa fantasía que Gilbert había escrito unos años antes, y que había descrito entonces como una "respetuosa perversión del exquisito poema de Mr. Tennyson". Si en Patience satiriza Gilbert la tendencia esteticista del último cuarto del siglo XIX, en Iolanthe convierte en humorístico blanco a los encopetados miembros de la Cámara de los Lores. El impulso alcanzaría su máximo desarrollo en las óperas que se sucedieron a continuación. El Mikado o la ciudad de Titipu (1885) se mantuvo en cartel durante dos años, fue representada más de 5.000 veces en América, y halló el favor del público en el Continente. Fue la más popular de todas las obras conjuntas de Gilbert y Sullivan, y tal vez la más encantadora. Ruddigore o la maldición de la bruja (1887) era una adaptación de la pieza de German Reed Ages Ago. A esta siguieron Los alabarderos de la Casa Real (1888) y Los gondoleros (1889). Esta última es una ópera cómica de enredo, en la que aparece un trasfondo humorístico a través del cual se vislumbran Italia, España y, paradójicamente, la monarquía unitaria en general. Esta sucesión de obras de Gilbert y Sullivan había hecho que sus nombres unidos representaran un nuevo género de ópera ligera. Gilbert y Sullivan habían sustituido las viejas adaptaciones de opéra bouffe francesas por un producto genuinamente inglés, humorístico y deleitoso, sin una pizca de vulgaridad o de lugares comunes. Gilbert escribiría varios libretos más, y de ellos Utopía limitada (1893) y el de la excepcionalmente ingeniosa El gran duque (1896) fueron escritos conjuntamente con Sullivan. Gilbert había demostrado ser un consumado maestro de la métrica y un inventor de ocurrencias, paradojas y dilemas absurdos sin rival. Incluso por la música de las óperas merece cierto mérito, pues los ritmos eran frecuentemente de su propia cosecha, y los metros eran en muchos casos inventados por él mismo. Uno o dos de sus libretos, tales como el de Patience, resultan prácticamente impecables. Princess Ida y Patience son en ciertos aspectos las más primorosas de entre sus óperas. Hay una genuina vena poética en Los alabarderos de la Casa Real. Algunas de las más divertidas canciones se encuentran en Pinafore y Ruddigore. Los gondoleros muestra la más encantadora ligereza de tacto, mientras que entre el público en general El Mikado resultó la favorita.
Gilbert fue, tal vez, la figura más relevante entre los dramaturgos victorianos. Pocos (o ninguno) entre los escritores escénicos contemporáneos generaron tanto dinero de esa sola fuente, ninguno adquirió una fama tan grande. En todos sus escritos hay un esfuerzo en pos de la elegancia y el acabado literarios ausentes del teatro contemporáneo cuando él empezaba. Su humor consiste principalmente en pandemonios lógicos, en una vena tan característica de Gilbert como para justificar la concesión a aquel del epíteto "gilbertiano". Su sátira golpea debilidades comunes con invariable urbanidad y sin tosquedad "aristofánica". El éxito de sus óperas se debió en gran parte a su exención de la vulgaridad y a la excelencia de las canciones, que no solo eran musicales y perfectas en forma, sino que aplicaban el dominio de la métrica a la expresión de las ideas más caprichosas y fantásticas. Gilbert consideraba que el dramaturgo debería dominar el teatro. Era un maestro de la dirección escénica.
Las «Savoy operas» de Gilbert y Sullivan son algo muy especial, que tiene una entidad propia, a mitad de camino entre la comedia traviesa y chispeante de la Restauración y The Beggar's Opera, y la opereta y la revista modernas. Estas obras han tenido y tienen gran popularidad, signo de vitalidad y energía auténticas. La perdurabilidad de dicha popularidad quedó sobradamente demostrada por los posteriores reestrenos. Sus características son el brillante cinismo de la comedia de la Restauración, humorísticamente envuelto en cierta ternura y pintoresquismo; tendencia a la extravagancia y a la dislocación de lo racional; orientación decidida por la parodia y lo burlesco, y una delicada y extraña fantasía poética.

## Otros autores
Hombre de logros versátiles y con abundantes dones sociales, Charles Hamilton Aidé (1826-1906), que hablaba y escribía francés tan fácilmente como inglés, se consagró con idéntico éxito a la sociedad, la música, el arte y la literatura. Tras escribir poesía y novela, volvió su atención hacia el teatro. Philip, un drama romántico en cuatro actos escrito por él, fue producido por Sir Henry Irving el 7 de febrero de 1874 en el Teatro Lyceum, asumiendo Irving el papel protagonista. El 12 de junio de 1875 Sir John Hare produjo, con Mr. y Mrs. Kendal en el Court Theatre una comedia, A Nine Days' Wonder, adaptación de una novela publicada simultáneamente.
Henry Herman (Henry Heydrac D'Arco, 1832-1894), dramaturgo y novelista, estrenó Jeanne Dubarry, un drama en tres actos, en el Teatro Charing Cross (15 de mayo de 1875), y el 31 de enero de 1876 en la misma sala, Slight Mistakes (Errores leves), una farsa rebautizada como Folly. Caryswold, en cuatro actos, escrita con J. Mackay, fue representada en Liverpool el 21 de septiembre de 1877. Su primer éxito sobresaliente lo obtuvo el 16 de noviembre de 1882, con The Silver King, en cinco actos, escrita conjuntamente con Henry Arthur Jones. Fruto de la misma colaboración fueron Breaking a Butterfly (adaptación de Casa de muñecas de Ibsen, en el Prince's Theatre (3 de marzo de 1884) y Chatterton, en el Princess's Theatre (22 de mayo). En colaboración con William Gorman Wills llevó Claudiano, en tres actos, al Princess's Theatre (6 de diciembre de 1884). The Golden Band, en cuatro actos (Olympic, 14 de enero de 1887), era obra de Herman y Mr. Freeman Wills. Herman es autor de The Fay o' Fire, una ópera romántica con música de Mr. Edward Jones (Opera Comique, 14 de noviembre de 1885). Su aportación a los dramas en los que colaboró parece haber estado limitada por regla general a los argumentos. Poseía una considerable inventiva.
El poeta Robert Bridges (1844-1930) fue autor de varias obras de teatro: Nerón (1885), una tragedia histórica, cuya segunda parte apareció en 1894; el drama Aquiles en Esciros (1890); Palicio (1890), un drama romántico de estilo isabelino; el drama en cinco actos El regreso de Ulises (1890); Los cautivos cristianos (1890), una tragedia que comparte tema con El príncipe constante, de Calderón; Los humores de la corte (1893), una comedia basada en El secreto a voces, del mismo dramaturgo, y en El perro del hortelano de Lope de Vega; El festín de Baco (1889), parcialmente traducida del Heautontimorumenos de Terencio.

## Nuevo estilo
Un impulso complementario al de la introducción en Inglaterra del teatro social ibseniano, esta vez de raíces autóctonas, fue el interés por restaurar la energía y el estilo de la comedia inglesa, valores completamente perdidos desde los días de Sheridan (1751-1816).

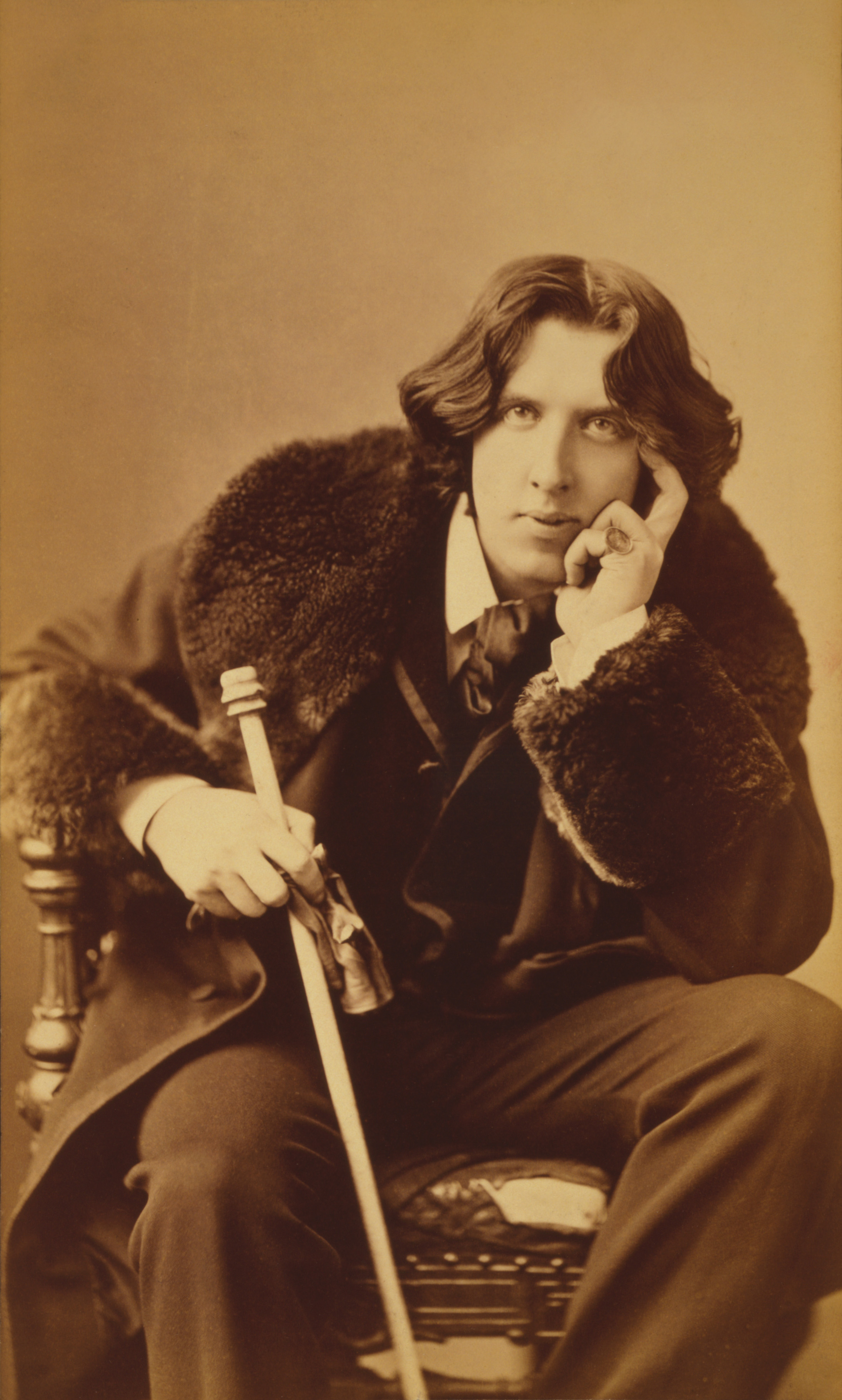
Oscar Wilde

En el último decenio del XIX aparece un brillante dramaturgo que con su original cambio de estilo cierra el siglo anterior, inaugurando el siglo XX: Oscar Wilde (1854-1900). Por encima de la poesía, el poema en prosa, el cuento, la narración novelada y el ensayo, el género en el que Oscar Wilde tenía que sobresalir era el drama, ya que en él era donde su chispeante ingenio y dominio del diálogo ofrecía más posibilidades de expresión. La originalidad intrínseca no la encontraremos en sus obras; pero la facilidad expresiva, la fluidez del diálogo y el derroche de ingenio verbal brillan en ellas como no lo habían hecho en la escena inglesa desde Sheridan. Sus primeras obras abordan ciertos tópicos sociales, y poco más. En su mayor parte se refieren (como sucede también a menudo con las de Pinero) al asunto de si «una mujer con pasado» puede resultar aceptable en una «sociedad refinada». Tres son sus vertientes dramáticas: el drama bíblico de ambientación poética, la comedia de salón de tendencia sentimental y la comedia de salón de carácter paradójico y chispeante. A la primera vertiente corresponde Salomé, drama escrito en francés en 1891, editado como Salomé, drama en un acto (1893) y traducido al inglés por Lord Alfred Douglas, amigo de Wilde, en 1894. Salomé es una pieza breve, más bien un poema en prosa dramatizado que una obra propiamente dramática. De estructura y terminología sencillísima, su decadentismo se evidencia en el tratamiento y en la fraseología sensual y ondulante del tema religioso de la muerte de San Juan Bautista. Era un prodigio de poder mimético, que le debía más quizá a la Herodías de Flaubert.
Aunque la representación de Salomé tuvo un éxito inmenso en Alemania, su prohibición en Inglaterra condujo a Oscar Wilde a escribir comedias. Entre 1892 y 1895 obtuvo un considerable éxito como escritor de comedias, deficientes en su construcción dramática, pero notables por su chispeante astucia epigramática. A pesar de su muy limitada experiencia con las modernas condiciones escénicas, sus comedias ligeras resultaron igualmente notables por su destreza teatral tanto como literaria. Como comediógrafo, Wilde participa con Gilbert de un talento verbal que había muerto en la escena inglesa desde la época de Sheridan. Sus primeras comedias adolecen de algún exceso sentimental; la última, La importancia de llamarse Ernesto, es un delicioso y puro juego de absurdos. En sus cuatro comedias muestra no solo su propio talento, sino también la rapidez con la que iba haciendo progresos en su arte. La aptitud dramática y literaria mostrada en estas obras, todas las cuales fueron publicadas posteriormente en formato de libro, eran tan indudables como característicamente paradójicos resultaban su lenguaje e ideas. El abanico de Lady Windermere (1892), comedia de salón de tono sentimental y costumbrista, ofrece a primera vista una afinidad con La segunda señora Tanqueray (1893), de Pinero, y con La defensa de la señora Dane (1900), de Jones. Es un drama de vida de sociedad en el que se realzan los valores humanos y las virtudes de una señora cuya condición de mujer es vulnerable porque tiene un pasado susceptible de crítica. La obra está repleta de descaradas réplicas ingeniosas y colmada de epigramas del patrón característico del autor ―esto es, el proverbio invertido―, pero resultó un éxito.
Una mujer sin importancia (1893) y Un marido ideal (1895) siguen la trayectoria de El abanico de Lady Windermere, basándose en situaciones sentimentales y hasta patéticas. Sin embargo, Wilde redime estas obras del sentimentalismo, a menudo morboso, que condujo a la decadencia de la comedia de costumbres en el siglo XVIII. Lo que en nosotros queda de obras como An Ideal Husband (Un marido ideal) y Lady Windermere's Fan (El abanico de Lady Windermere) son esas figuras ridículas y excéntricas, y en especial las ingeniosas personas que motivaron sus mejores epigramas. Wilde juega con las bazas del ingenio, el estilo y la fantasía, para conseguir la subversión social a través de la risa más que del análisis.
En una tercera dirección, la más característicamente suya, se halla La importancia de llamarse Ernesto (1895), comedia burlesca muy pulida e ingeniosa, rica en excelentes situaciones cómicas; en esta su última obra ya no existe el problema propiamente dicho, y el sentimiento se esconde y aun se ridiculiza. Aquí la brillantez festiva, los alegres meandros de la paradoja y las agudas ocurrencias verbales coinciden en el más armonioso y fantástico conjunto, en el que lo artificioso se explota por el artificio mismo. En The Importance of Being Earnest (La importancia de llamarse Ernesto o La importancia de ser severo) Wilde consiguió su objetivo con gran éxito, desarrollando una técnica adecuada. Se trata de una irresistible bagatela dramática, a la vez insolente en su ligereza y exquisita en su acabado. Y es una comedia técnicamente perfecta y extraordinariamente divertida, que se ha mantenido desde su aparición en todos los escenarios del mundo. Superficialmente la obra eleva a la categoría de lo fantástico un tipo de comedia casera: Wilde adopta sin duda ciertas convenciones literarias y las empuja hacia el reino de lo absurdo. Pero en Wilde siempre encontramos, incluso en sus últimas obras, un reflujo de realismo, un comentario salvaje y de heterodoxia social, y sobre todo un deseo de dar por tierra con la moralidad victoriana. Con esta obra Wilde asienta la primacía del estilo, del artificio, del refinamiento; se convierte en el padre de los dandies de la literatura del siglo XX ―de Waugh, Coward, Orton y tantos otros― que rechazan verse reducidos al ámbito de la solemnidad, constreñidos por ortodoxia alguna, que danzan y se pavonean con soltura al borde del abismo. La era victoriana, puede decirse justamente, no conoció comedias ligeras que por su brillante ingenio, acabado literario o destreza teatral fueran comparables con las obras de Wilde. Su genio literario era notable, y sus obras teatrales fueron quizá las contribuciones más originales a la literatura dramática inglesa durante aquel período.